# Angkor

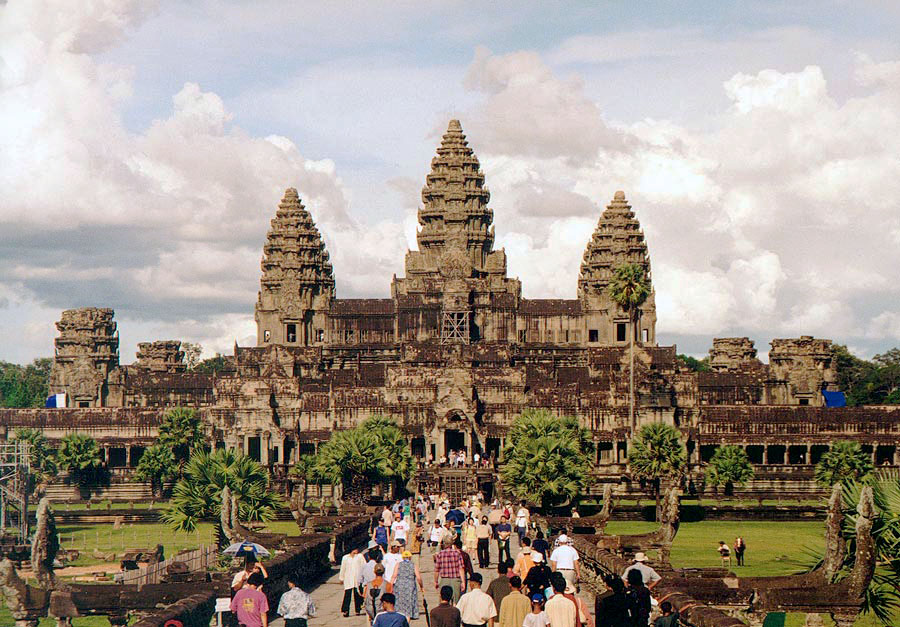
Angkor Wat

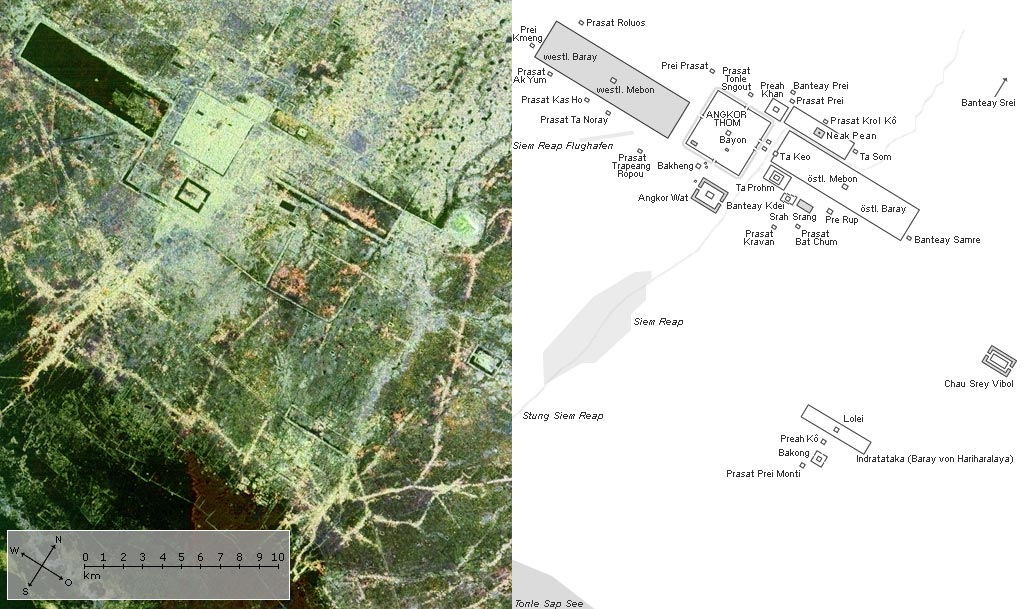
Angkor – Satellitenbild und Karte

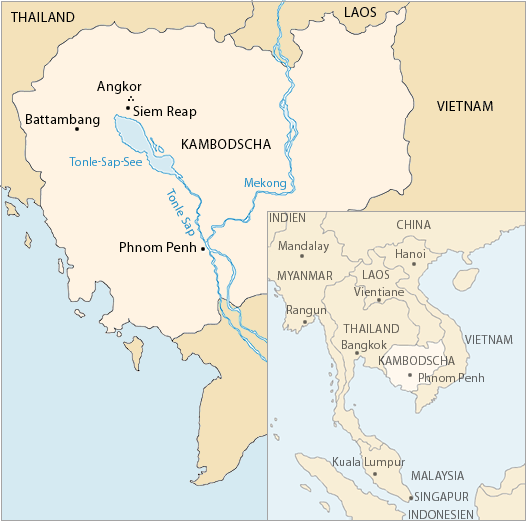
Lage Angkors in Kambodscha

Einflussgebiet des Khmer-Reiches und Nachbarstaaten um 900.

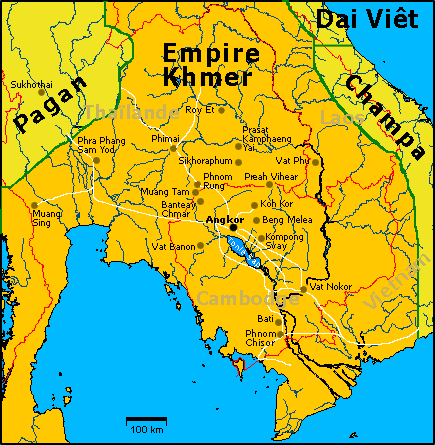
Das Einflussgebiet des Khmer-Reiches zur Zeit seiner größten Ausdehnung (unter König Jayavarman VII.): etwa in Bildmitte der Tonlé-Sap-See, nördlich davon Angkor

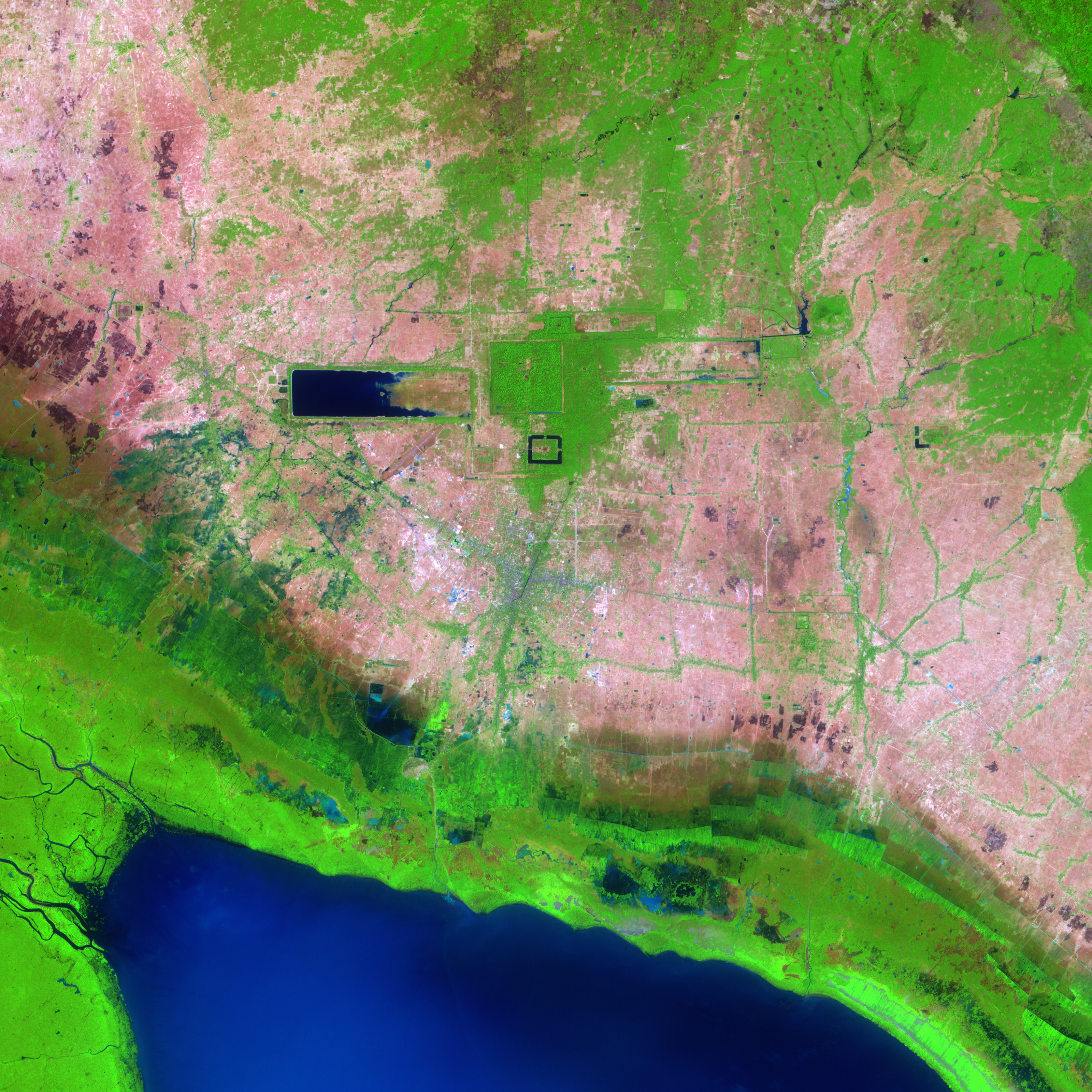
Eine NASA-Aufnahme von Angkor: am unteren Bildrand der Tonlé-Sap-See, etwa in Bildmitte der Wassergraben um Angkor Wat, über Angkor Wat Angkor Thom, flankiert vom Westlichen und Östlichen Baray, über Angkor Thom Preah Khan mit seinem nach Osten orientierten Baray

Angkor (khmer ក្រុងអង្គរ Krŏng Ângkôr) ist eine Region nahe der Stadt Siem Reap in Kambodscha, die vom 9. bis zum 15. Jahrhundert das Zentrum des historischen Khmer-Königreiches Kambuja (deutsch Khmer-Reich oder Reich der Khmer) bildete.
Weltbekannt wurde Angkor durch die noch heute sichtbaren Zeugnisse der Baukunst der Khmer in Form einzigartiger Tempelanlagen – allen voran durch den Angkor Wat, den größten Tempelkomplex der Welt.
Auf einer Gesamtfläche von mehr als 200 km² wurden nacheinander mehrere Hauptstädte und in deren Zentrum jeweils ein großer Haupttempel errichtet. Bis heute wurden bereits mehr als 1000 Tempel und Heiligtümer unterschiedlicher Größe entdeckt. Es gibt Vermutungen, dass im Großraum von Angkor am Höhepunkt des historischen Königreiches bis zu einer Million Menschen auf etwa 1000 km² gelebt haben könnten.

## Das Wort
Das Khmer-Wort អង្គរ Ângkôr (von Sanskrit नगर Nagara) heißt wörtlich Stadt. Heute steht die Bezeichnung „Angkor“ vor allem für das historische Hauptstadtgebiet am Fuß des Phnom Bakheng: die Stadt Yasodharapura und ihre Nachfolgerin Angkor Thom mit Umgebung. Oft werden frühere Hauptstadtgebiete (vor allem Hariharalaya, aber auch der Phnom Kulen und Koh Ker) hinzugerechnet. Nicht selten wird auch das historische Khmer-Reich in seiner ganzen Ausdehnung Angkor genannt; von der ursprünglichen Bezeichnung Kambuja oder Kambujadesha leitet sich der moderne Name des Landes Kampuchea her (dt. Kambodscha, en. Cambodia, fr. Cambodge).

## Geschichte
Die Geschichte Angkors, als dem zentralen Siedlungsgebiet des historischen Kambuja, ist auch die Geschichte der Khmer vom 9. bis zum 15. Jahrhundert.
Aus Kambuja selbst – und somit auch der Region Angkor – sind außer Inschriften an Säulen keine schriftlichen Aufzeichnungen erhalten geblieben. So stammt das heutige Wissen über die historische Khmer-Zivilisation vor allem aus:
- archäologischen Ausgrabungen, Rekonstruktionen und Untersuchungen
- Inschriften an Säulen und auf Steinen in den Tempelanlagen, in denen von den politischen und religiösen Taten der Könige berichtet wird
- Reliefs an einer Reihe von Tempelwänden mit Darstellungen von Kriegszügen, dem Leben am Königshof, Marktszenen und auch aus dem Alltag der Bewohner
- Berichten und Chroniken chinesischer Diplomaten, Händler und Reisender.

Siehe auch: Geschichte Kambodschas

### Prähistorische Epoche
Keramiken und Steinwerkzeuge sowie durch Luftaufnahmen entdeckte prähistorische Siedlungen belegen frühe menschliche Siedlungstätigkeit im Gebiet des späteren Kambuja und südlichen Vietnam bereits in der Jungsteinzeit ab etwa 5000 v. Chr. (Hoa Binh-Kultur). Ab dem 3. Jahrtausend v. Chr. war der Bewässerungsanbau von Reis bekannt.

### Entwicklung vor Angkor

#### Funan
Während des 1. Jahrtausends v. Chr. entwickelten sich aus den Siedlungen eine Reihe früher Reiche und Stadtstaaten. Diese Reiche hatten noch keine festen Grenzen, die größeren und mächtigeren versuchten daher mit wechselndem Erfolg, ihr Einflussgebiet auszuweiten. Im 1. Jahrhundert gewann dabei eines die Oberhand, dessen Name, Funan, nur in der chinesischen Übersetzung überliefert ist. Vermutlich ist Funan die chinesische Transkription von biu nam (phnom in heutigem Khmer), das Berg bedeutet. Archäologische Funde weisen darauf hin, dass Funan eine wichtige Station auf den Handels- und Pilgerrouten zwischen China im Norden und Indien im Westen war. In Oc Eo im heutigen Vietnam, zu Zeiten Funans ein bedeutender Hafen, wurden neben Gegenständen aus den großen asiatischen Zivilisationen der Zeit sogar solche aus dem Römischen Reich gefunden. Aus dieser Periode stammen auch frühe Einflüsse der indischen Kultur (Hinduismus und Mahayana-Buddhismus, Wissenschaft) auf die sich entwickelnde Zivilisation der Khmer, wobei die einheimische Bevölkerung aber auch ihre eigenen Traditionen in Architektur, Wasserregulation und Landwirtschaft beibehielt und weiterentwickelte.
Funan, das im 4. Jahrhundert seine Herrschaft gefestigt hatte, gilt als das früheste der indisierten Königreiche Kambodschas.

#### Chenla
In chinesischen Chroniken wird erstmals Mitte des 7. Jahrhunderts ein weiterer Staat in der Nachbarschaft Funans erwähnt, der als Zhenla (auch Chenla) bezeichnet wurde, tatsächlich aber wohl aus mehreren politischen Einheiten bestand. Erst seit Beginn des 7. Jahrhunderts bildete sich hier ein Machtzentrum, besonders unter Isanavarman I. (bezeugt seit 616) mit der Hauptstadt Isanapura (heute in der Provinz Kompong Thom, Kambodscha). Nach den chinesischen Chroniken zerbrach Zhenla im Jahre 707 in zwei Teile, doch war die Zersplitterung vermutlich weitreichender. Nach der chinesischen Sichtweise gab es ein „Zhenla des Landes“, dessen Zentrum sich im Gebiet der heutigen laotischen Provinz Champassak befand, und ein „Zhenla des Meeres“, das im Gebiet des früheren Funan am Mekong-Delta und entlang der Küste lag. Für die Angkor-Region ist im Jahre 713 die Königin Jayadevi, Tochter von König Jayavarman I. (ca. 657–681) bezeugt.

### Die Anfänge Angkors
Als Gründervater des Khmer-Reiches von Angkor gilt Jayavarman II. (* 8. Jahrhundert; † 9. Jahrhundert). Er ist möglicherweise identisch mit einem von den Historikern als Jayavarman I.[No. 2] oder Jayavarman Ibis bezeichneten Herrscher, der durch Inschriften in den Jahren 770 und 781 bezeugt ist. Jedenfalls heiratete er in eine lokale Herrscherfamilie der Angkor-Region ein, was aus den Inschriften der Tempel Preah Ko vom 25. Januar 880 und Bakong von 881/82 des Königs Indravarman I. (reg. 877–889) hervorgeht. Jayavarman II. selbst hat keine schriftlichen Zeugnisse hinterlassen.
Oft wird als Regierungszeit Jayavarmans II. der Zeitraum von 802 bis 850 angegeben, was aber in keiner zeitgenössischen Quelle belegt ist, sondern auf Inschriften aus dem späten 10. und frühen 11. Jahrhundert zurückgeht. Ebenfalls auf einer späteren Überlieferung, namentlich der Sdok Kak-Thom-Inschrift vom 8. Februar 1053, beruht die Darstellung, Jayavarman II. habe sein Reich gegen die Bedrohung durch das südlich gelegene Reich von „Java“ (vgl. Srivijaya) verteidigt. Diese Erzählung kann aber auch eine Projektion von Konflikten mit „Barbaren“ (java, yvan) im 11. Jahrhundert auf frühere Zeiten sein. Arlo Griffiths (2013) argumentiert hingegen, dass alle auf dem südostasiatischen Festland und auf den Malaiischen Inseln gefundenen Inschriften, die das Wort java oder yavadvīpa enthalten, sich auf die indonesische Insel Java beziehen, sodass es sehr wahrscheinlich sei, dass Jayavarman II. sich tatsächlich zuvor in Java aufgehalten hatte.
Seine Hauptstadt war, neben Indrapura (Lage noch ungeklärt) und Hariharalaya (am Tonle Sap), die Stadt Mahendraparvata, wahrscheinlich am Tempelberg Rong Chen in den Hügeln Phnom Kulen nördlich der späteren Hauptstadt Angkor gelegen – diese Ansiedlung wurde 2012 entdeckt und liegt im heutigen Phnom-Kulen-Nationalpark.
Jayavarmans II. Sohn Jayavarman III. starb möglicherweise früh. Ihm folgten mit Rudravarman und Prithivindravarman Angehörige aus der Familie, in die Jayavarman II. eingeheiratet hatte.

#### Yasodharapura – die erste Stadt in Angkor

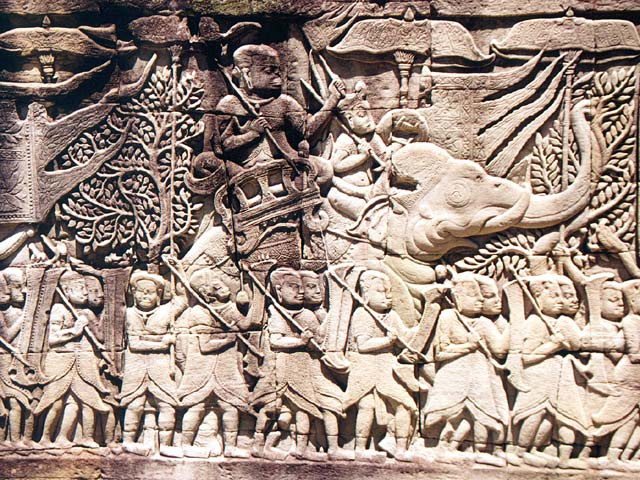
Relief, Kriegszug der Khmer (Bayon)
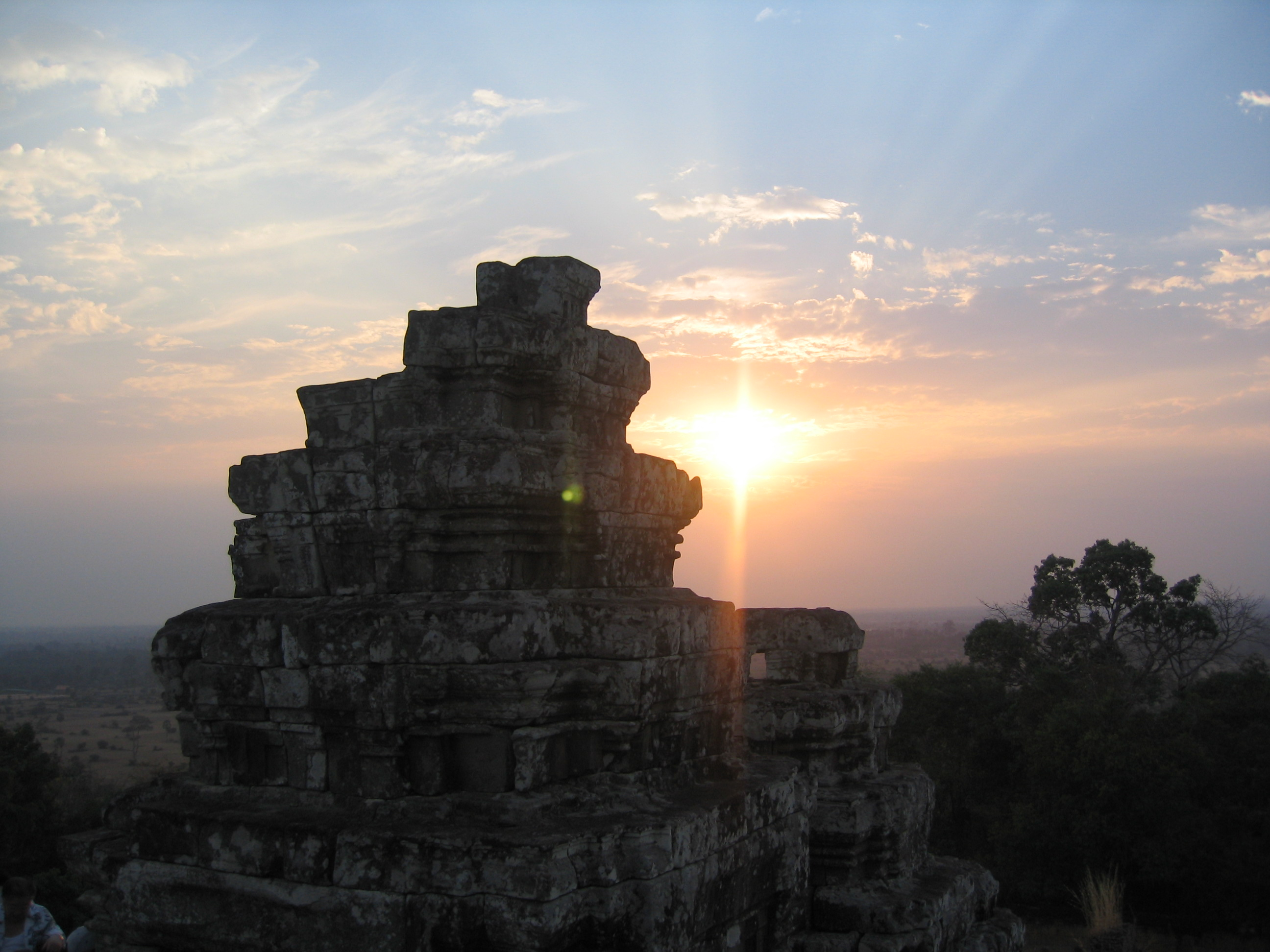
Sonnenuntergang am Phnom Bakheng
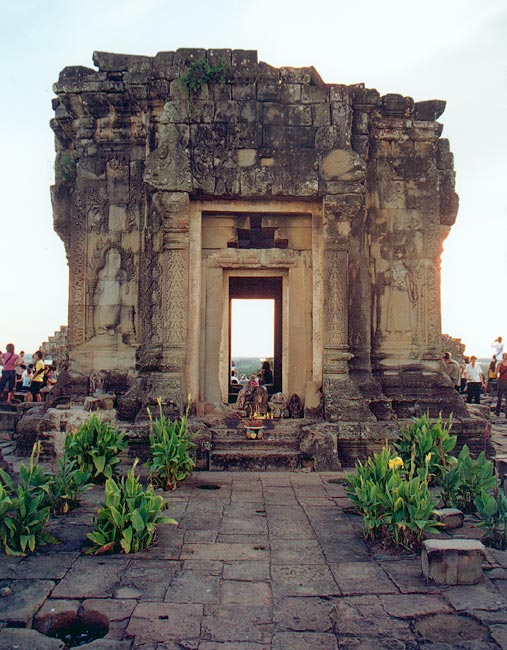
Phnom Bakheng
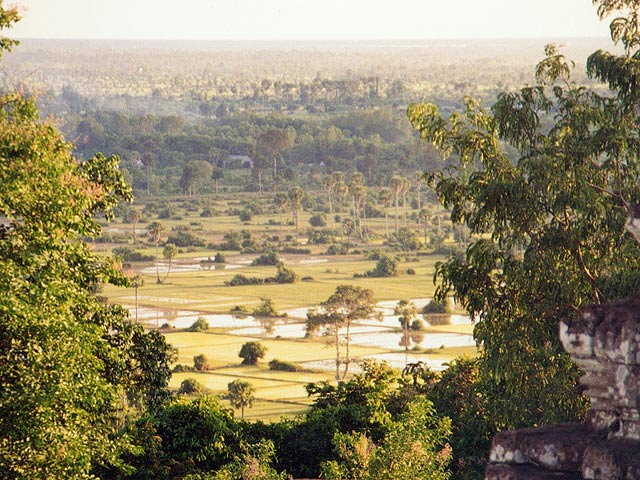
Blick vom Phnom Bakheng

Indravarman I. (regierte 877–889), der Sohn des Prithivindravarman, ist der eigentliche Gründer des Angkor-Reiches. Ihm gelang es, das Königreich ohne Kriege zu vergrößern, und er begann dank des durch Handel und Landwirtschaft erworbenen Reichtums mit umfangreichen Bautätigkeiten, vor allem der Tempel Preah Ko, eingeweiht am 25. Januar 880, und Bakong (881/82) sowie Bewässerungsanlagen. Ihm folgte sein Sohn Yasovarman I. (regierte 889 – ca. 910), der eine neue Hauptstadt, Yasodharapura, errichten ließ – die erste Stadt in Angkor.
Der Haupttempel der Stadt wurde auf dem Phnom Bakheng erbaut, einem Hügel, der etwa 60 m über der Ebene von Angkor liegt. Unter Yasovarman I wurde auch der östliche Baray (Yasodharatataka) angelegt, ein gewaltiges Wasserreservoir von 7,5 km Länge und 1,8 km Breite (Siehe auch: Baray).
928 wurde Jayavarman IV. Herrscher des Khmer-Reiches. Zumindest seit 921 hatte er bereits als lokaler König in Chok Gargyar, dem heutigen Koh Ker, etwa 100 km nordöstlich von Angkor regiert. Als er auf den Thron gelangte, machte er Koh Ker kurzzeitig zur Hauptstadt des Reiches (928–944) und residierte dort bis zu seinem Tod (928–941). Auch sein Sohn Harshavarman II blieb in Koh Ker, starb aber bereits nach drei Jahren (941–944). Sein Nachfolger Rajendravarman II. (944–968) brachte den Königshof zurück nach Yasodharapura. Er nahm die umfangreichen Bauvorhaben früherer Könige wieder auf und ließ eine Reihe von Tempeln im Gebiet von Angkor errichten; nicht zuletzt den östlichen Mebon auf einer Insel in der Mitte des östlichen Baray und mehrere buddhistische Tempel und Klöster (eingeweiht am 28. Januar 953). 950 kam es zu einer ersten kriegerischen Auseinandersetzung Kambujas mit dem Reich der Cham im Osten (im heutigen zentralen Vietnam).
Von 968 bis 1001 regierte der Sohn von Rajendravarman II., Jayavarman V. Seine Regentschaft war, nachdem er sich gegen die anderen Prinzen als neuer König durchgesetzt hatte, eine weitgehend friedliche Periode, geprägt von Wohlstand und einer kulturellen Blütezeit. Er ließ in der unmittelbaren Nachbarschaft Yasodharapuras eine neue Hauptstadt errichten, Jayendanagari. Am Hof von Jayavarman V. lebten Philosophen, Gelehrte und Künstler. Auch neue Tempel wurden errichtet; die bedeutendsten davon sind Banteay Srei (eingeweiht am 22. April 967), der als einer der schönsten und kunstvollsten von Angkor gilt, und Ta Keo, der erste ganz aus Sandstein gebaute Tempel Angkors.
Nach dem Tod Jayavarmans V. folgte ein Jahrzehnt der Unruhe. Könige regierten nur wenige Jahre und wurden nacheinander gewaltsam von ihren Nachfolgern vertrieben, bis schließlich Suryavarman I. (regierte 1002–1049) den Thron eroberte. Seine Regentschaft war bestimmt von wiederholten Versuchen seiner Widersacher, ihn zu stürzen, und von militärischen Eroberungen. Im Westen erweiterte er das Reich bis zum heutigen Lop Buri (Thailand), im Süden bis zum Isthmus von Kra. Im Großraum von Angkor lebten zu dieser Zeit rund 1 Million Menschen. Suryavarman I. begann mit dem Bau des westlichen Baray, des zweiten und noch größeren Wasserreservoirs (8 km × 2,2 km) nach dem östlichen Baray. Mit einer Wassertiefe von 2 bis 3 m hatte es ein Fassungsvermögen von 40 Mio. m³. Die künstliche Bewässerung erlaubte drei Ernten pro Jahr und einen Ertrag von schätzungsweise 2,5 t Reis/ha. Zum Vergleich: Im Mittelalter erntete man in Europa ca. 0,3 t Getreide pro Hektar. Heute liegen gute Ernten bei 4-5 t/ha, Reis bei 5-12 t/ha.

#### Suryavarman II. – Angkor Wat
Das 11. Jahrhundert war eine Zeit der Unruhen und brutaler Machtkämpfe. Erst Suryavarman II. (regierte 1113 – ca. 1150) gelang es, das Reich zu einen und zu erweitern. Unter seiner Regentschaft wurde in einer Bauzeit von 37 Jahren der größte Tempel Angkors erbaut, der dem Gott Vishnu geweihte Angkor Wat (ursprünglich vermutlich bisnulok bzw. Vishnuloka genannt).
Suryavarman II. eroberte das nordwestlich gelegene Mon-Königreich Haripunjaya (heute Nordthailand) und das Gebiet weiter westlich bis zur Grenze des Reiches von Bagan (dem heutigen Myanmar), im Süden weite Teile der malaiischen Halbinsel bis hin zum Königreich Grahi (entspricht ungefähr der heutigen thailändischen Provinz Nakhon Si Thammarat), im Osten mehrere Provinzen Champas und die Länder im Norden bis zur Südgrenze des heutigen Laos. Allerdings musste er auch zahlreiche empfindliche Niederlagen hinnehmen. Das Ende Suryavarmans II. ist nicht geklärt. Eine letzte Inschrift, die seinen Namen in Zusammenhang mit der geplanten Invasion Vietnams erwähnt, stammt vom 17. Oktober 1145. Vermutlich starb er während eines Kriegszuges zwischen 1145 und 1150.
Wiederum folgte eine Periode der Unruhe (bekannt sind die Herrscher Dharanindravarman II., Yasovarman II. und Tribhuvanaditya) mit Rebellionen. Im Juni 1177 schließlich unterlag Kambuja in einer Seeschlacht auf dem Tonle-Sap-See dem Heer der Cham unter Jaya Indravarman IV. Am 14. Juni 1177 wurde die Hauptstadt geplündert, König Tribhuvanaditya getötet und Kambuja wurde Champa als Provinz eingegliedert.

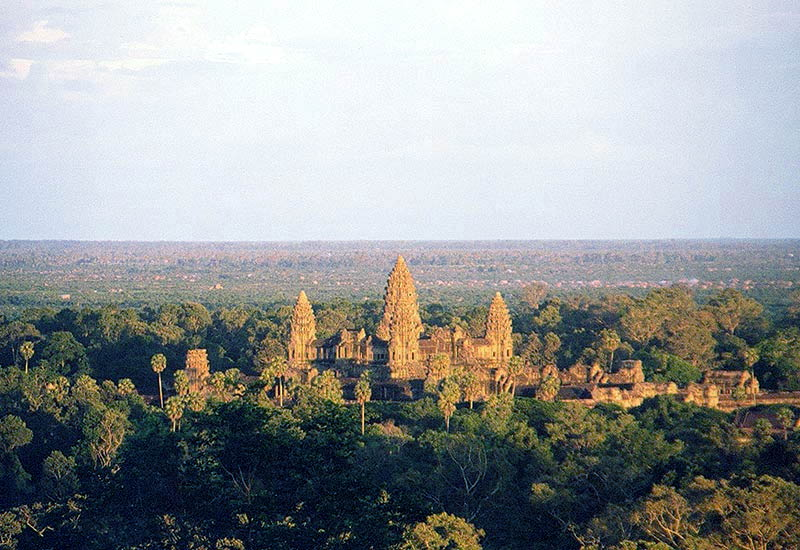
Angkor Wat
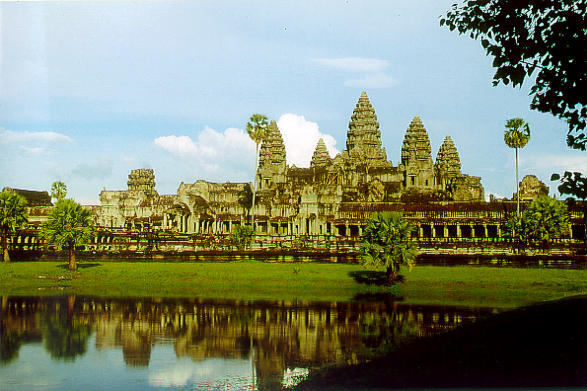
Angkor Wat
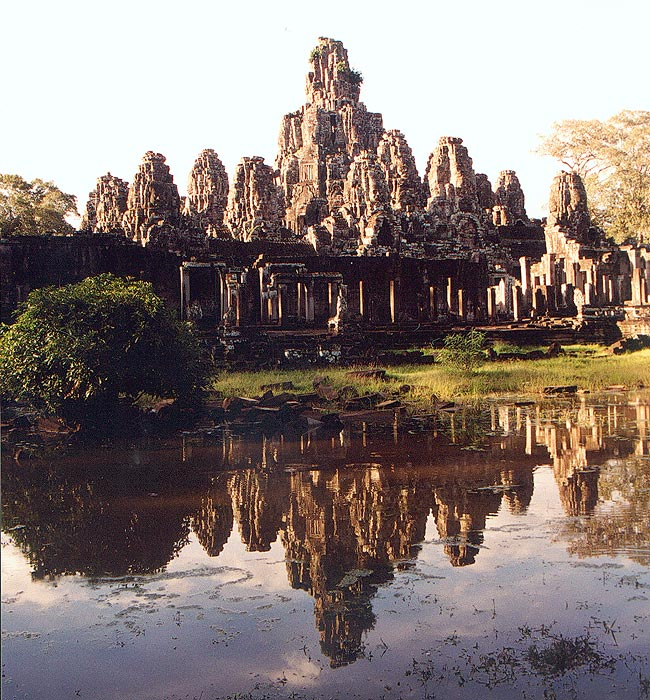
Bayon
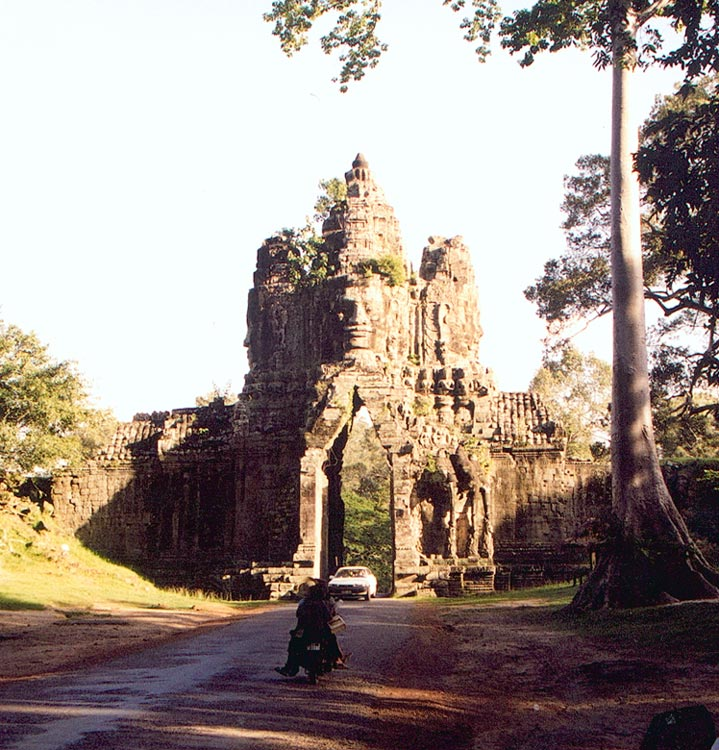
Südtor, Angkor Thom
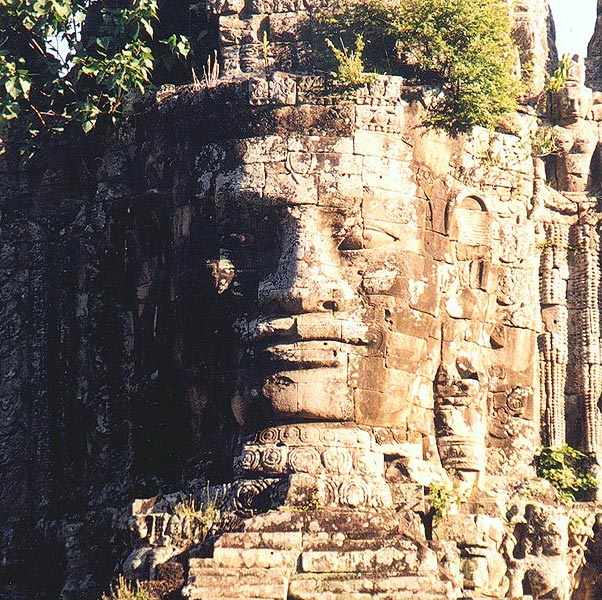
Südtor (Detail)

#### Jayavarman VII. – Angkor Thom
Als Prinz war der spätere König Jayavarman VII. (regierte 1181 – nach 1206; vielleicht bis 1220), Sohn Dharanindravarmans II. und Cudamanis, der Tochter Harsavarmans III., bereits unter früheren Königen Heerführer gewesen. Während der Kriege gegen die Cham hatte sich Jayavarman VII. zeitweilig in die Tempelanlage Preah Khan in der Provinz Preah Vihear zurückgezogen. Nachdem die Cham Angkor erobert hatten, sammelte er ein Heer und eroberte die Hauptstadt Yasodharapura zurück. 1181 bestieg er den Thron und führte den Krieg gegen das östliche Nachbarreich noch 22 weitere Jahre, bis die Khmer im Jahr 1203 Champa besiegten und große Teile des Landes eroberten.
Als der letzte der großen Könige von Angkor gilt Jayavarman VII. nicht nur wegen des erfolgreichen Krieges gegen die Cham, sondern auch, weil er kein tyrannischer Herrscher war, wie seine direkten Vorgänger, das Reich einte und schließlich vor allem wegen der unter seiner Regentschaft verwirklichten Bauvorhaben. Es entstand die heute als Angkor Thom (wörtlich: Große Stadt) bekannte neue Hauptstadt. Im Zentrum ließ der König, selbst ein Anhänger des Mahayana-Buddhismus, als Haupttempel den Bayon mit seinen 49 Türmen mit meterhohen, aus dem Stein gehauenen Gesichtern des Bodhisattva Lokeshvara (auch Avalokiteshvara) errichten. Weitere wichtige Tempel, die unter Jayavarman VII. gebaut wurden, sind Ta Prohm, Banteay Kdei und Neak Pean, sowie das Wasserreservoir Srah Srang. Daneben wurde ein umfangreiches Straßennetz angelegt, das alle Städte des Reiches verband. Entlang dieser Straßen entstanden 121 Rasthäuser für Händler, Beamte und Reisende. Nicht zuletzt ließ er 102 Spitäler errichten, die dem „Medizin-Buddha“ Bhaisajyaguru geweiht waren.

### Machtverlust
Wer nach dem Tod Jayavarmans VII. König wurde, ist ungewiss. Es ist lediglich bekannt, dass im Jahr 1243 oder 1244 König Indravarman II. starb. Im Jahr 1220 zogen sich nach Cham-Quellen die Khmer aus vielen der zuvor eroberten Provinzen Champas zurück. Im Westen gewannen die Thai an Macht, schufen das erste Thai-Königreich Sukhothai und drängten die Khmer zurück. Die Thai wurden in den folgenden 200 Jahren zu Hauptgegnern Kambujas.
Während des 13. Jahrhunderts kam es zu einer heftigen Reaktion gegen die buddhistische Phase Angkors. Die meisten Buddha-Statuen Angkors wurden zerstört (Archäologen schätzen deren Zahl auf über 10.000, von denen nur wenige erhalten blieben) und buddhistische in hinduistische Tempel umgewandelt. Auf Indravarman II. folgte entweder unmittelbar 1243 oder später (1267) Jayavarman VIII. (regierte bis 1295). Von außen wurde das Reich 1283 von den Mongolen unter Kublai Khans General Sagatu bedroht. Indem der König Tribut an den mächtigen Herrscher, der zu dieser Zeit über ganz China regierte, bezahlte, konnte er einen Krieg mit dem übermächtigen Gegner vermeiden. Jayavarmans VIII. Herrschaft endete 1295, als er von seinem Schwiegersohn Srindravarman (regierte 1295–1309) gestürzt wurde. Der neue König war Anhänger des Theravada-Buddhismus, einer buddhistischen Schule, die aus Sri Lanka nach Südostasien gekommen war und in der Folge in großen Teilen Südostasiens Verbreitung fand.
Im August 1296 kam der chinesische Botschafter Zhou Daguan (auch Chou Ta-Kuan) nach Angkor und blieb bis Juli 1297 am Hof König Srindravarmans. Er war nicht der erste und auch nicht der letzte chinesische Abgesandte, der Kambuja besuchte. Einen besonderen Stellenwert nimmt sein Aufenthalt aber dadurch ein, dass Zhou Daguan danach einen detaillierten Bericht über das Leben in Angkor verfasste. Seine Aufzeichnungen gelten heute als eine der bedeutendsten Quellen zum Verständnis des historischen Angkor. Neben Beschreibungen einiger großer Tempel (Bayon, Baphuon, Angkor Wat), denen wir das Wissen, dass z. B. die Türme des Bayon mit Gold überzogen waren, verdanken, bietet der Text auch wertvolle Informationen über das Alltagsleben und die Gebräuche der Bewohner Angkors.

#### Abstieg und Ende Angkors
Aus der Zeit nach Srindravarmans Regentschaft gibt es nur wenige historische Aufzeichnungen. Eine Inschrift auf einer Säule, die vom Regierungsantritt eines Herrschers namens Jayavarman berichtet, datiert diesen entweder auf das Jahr 1267 oder 1327. Auch wurden keine großen Tempelanlagen mehr errichtet. Historiker vermuten einen Zusammenhang mit dem Umstand, dass die Könige nun Theravada-Buddhisten waren und somit keine Notwendigkeit mehr bestand, den Göttern, unter deren Schutz sie standen, eigens riesige Tempel zu errichten. Die These, dass in der späteren Zeit die Anlagen zur Wasserregulierung verfielen, ist nicht gesichert, da es aus der Zeit zwischen 1308 und 1546 keine einheimischen Dokumente (Inschriften) gibt. Der westliche Nachbar, das erste Thai-Königreich Sukhothai, wurde 1350 von Ayutthaya, ebenfalls einem Reich der Thai, erobert. Es kam im 14. Jahrhundert zu mehreren Angriffen auf Kambuja, die aber noch zurückgeschlagen werden konnten. Nach Thai-Chroniken eroberten diese 1431 Angkor, aber auch dies war eine nur vorübergehende Besetzung.
Nicht zuletzt aus handelspolitischen Gründen wurde das Zentrum des Khmer-Reiches nach Süden, in die Region des heutigen Phnom Penh verlegt. Angkor wurde jedoch nicht vollständig verlassen. Der Niedergang der Stadt Angkor, nicht des Khmer-Reiches, wäre also vor allem eine Folge der Verschiebung der wirtschaftlichen – und damit politischen – Bedeutung gewesen, da Phnom Penh zu einem wichtigen Handelszentrum am Mekong wurde.
In jedem Fall gibt es Zeugnisse einer weiteren Nutzung Angkors. König Ang Chand (regierte ca. 1530–1566) ließ am Angkor Wat in den Jahren 1546 und 1564 zwei unvollendet gebliebene Galerien mit Friesen versehen. Unter der Herrschaft des Königs Barom Reachea I. (regierte 1566–1576), dem es zeitweilig gelang die Thai zurückzudrängen, wurde der Königshof für kurze Zeit wieder nach Angkor verlegt. Insgesamt wurden am Angkor Wat und anderen Tempeln Angkors im Zeitraum von 1546 bis 1747 über 40 Stifterinschriften angebracht. Aus dem 17. Jahrhundert stammen japanische Dokumente über japanische Siedlungen neben denen der Khmer, die immer noch in dem Gebiet lebten. Die bekannteste erzählt von Ukondafu Kazufusa, der dort 1632 das Neujahrsfest der Khmer feierte.

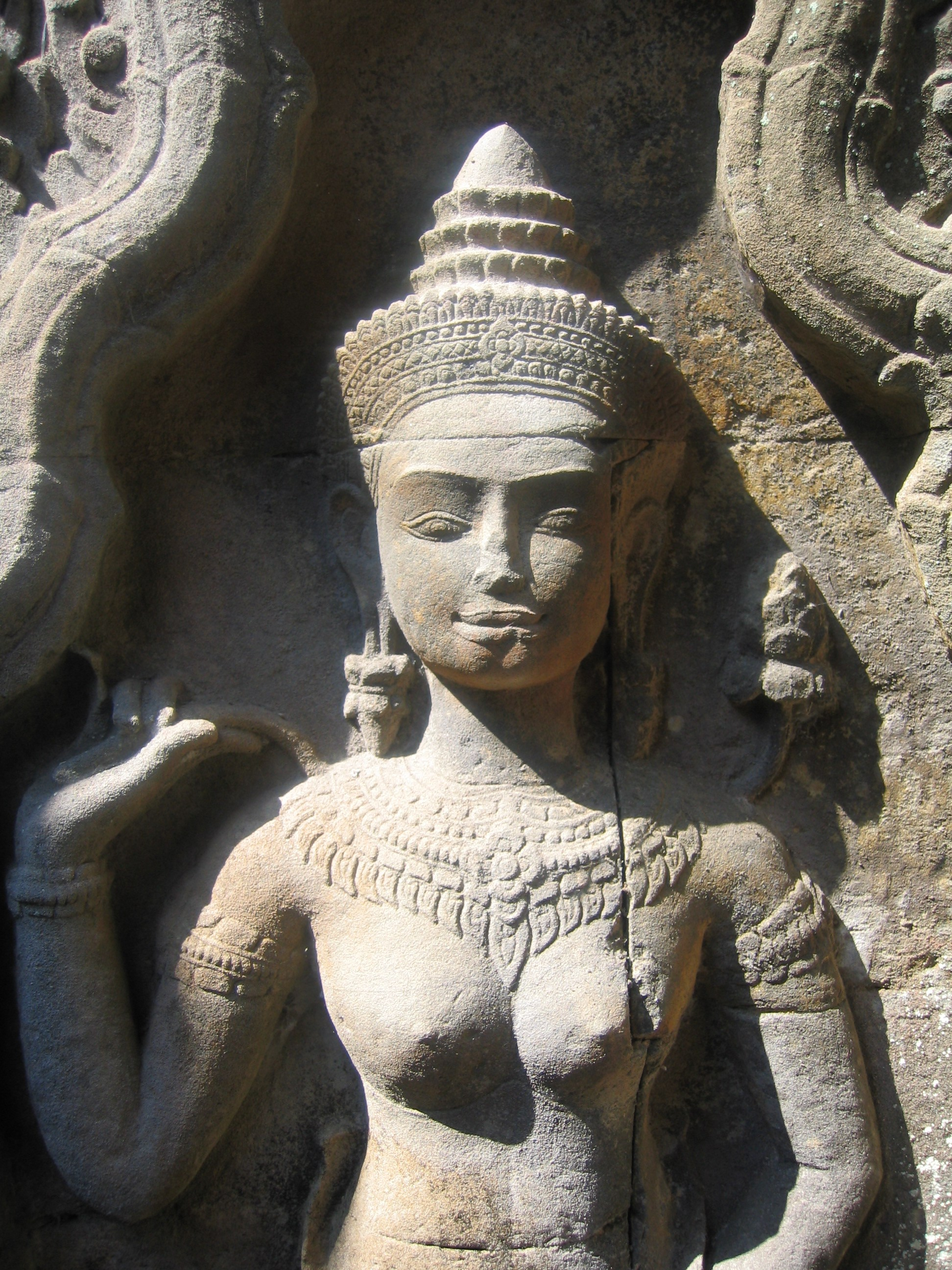
Detail eines Hochreliefs
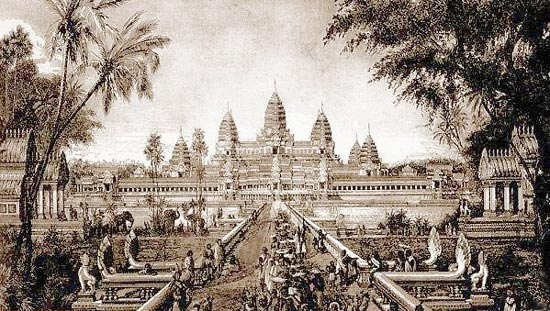
Angkor Wat (Delaporte, 1880)
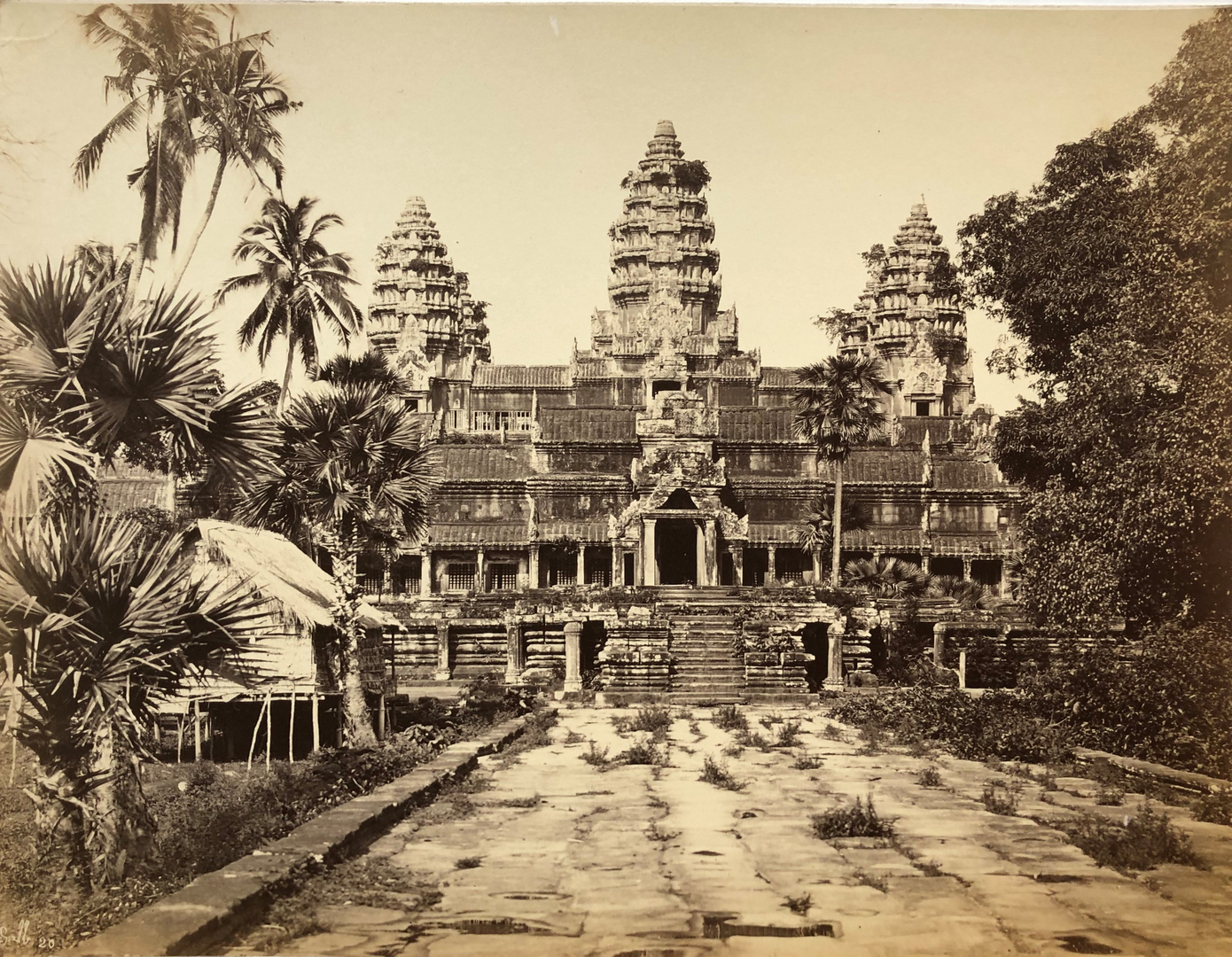
Angkor Wat (Émile Gsell, 1866)
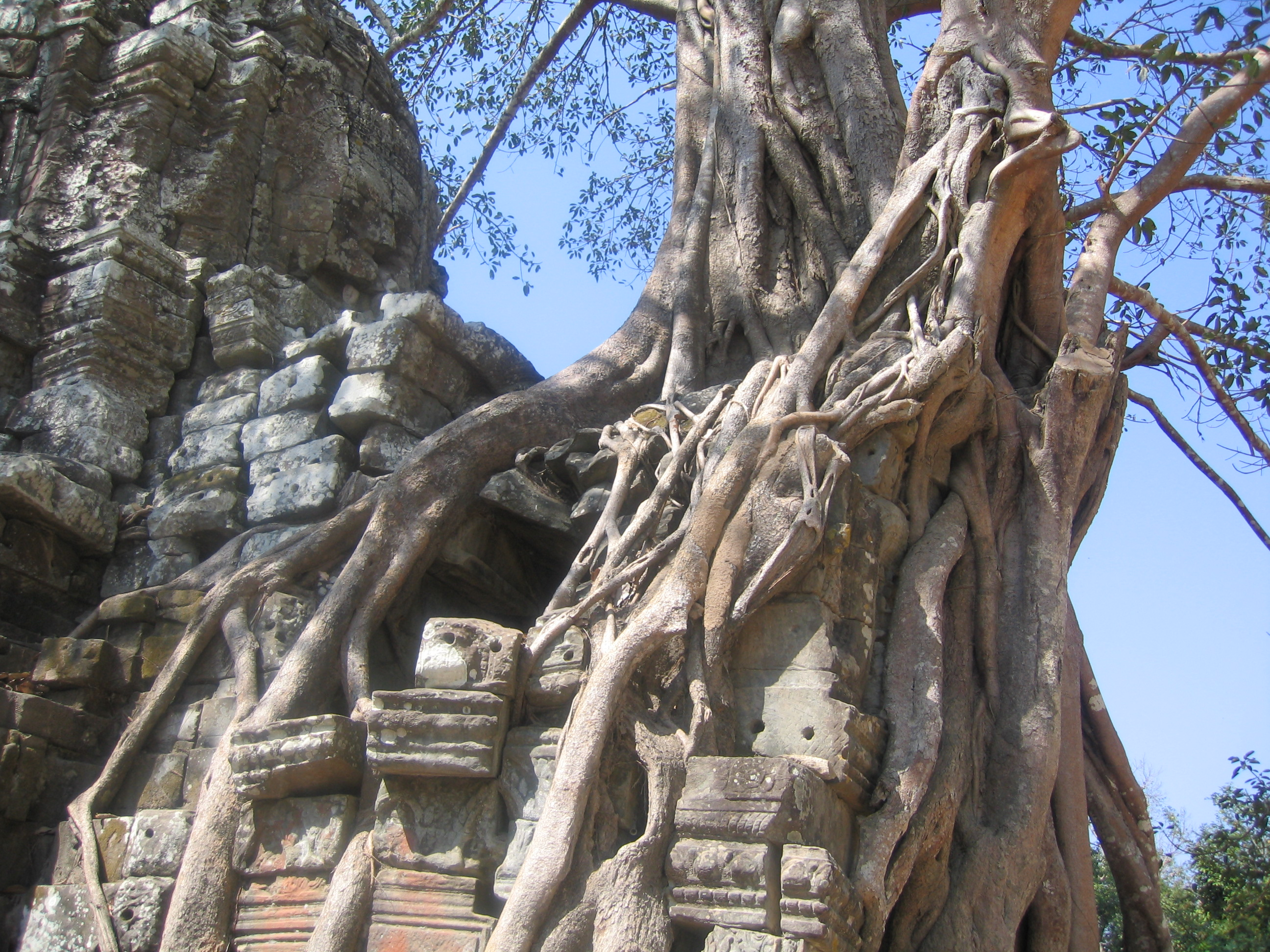
Ta Som: Würgefeige auf einer Seitenhalle des Osttors

### Bouillevaux, Mouhot … – die „Entdeckung“ Angkors
Die „Entdeckung“ Angkors durch den französischen Forscher Henri Mouhot ist ein Mythos, der eher die eurozentrische Perspektive des 19. Jahrhunderts und die Interessen der Kolonialmächte widerspiegelt, als er den tatsächlichen Umständen entspricht. Zum einen war Angkor nie verschwunden. Die Khmer wussten auch nach dem Niedergang des historischen Reiches um die Existenz der alten Tempel. Angkor Wat wurde, wie auch einige andere Bauten, durchgehend als Tempel benutzt und das Umland von Reisbauern und Fischern bewohnt. Zum anderen war Henri Mouhot weder der erste Europäer, der Angkor besuchte, noch der erste, der darüber berichtete.
Bereits im 16. Jahrhundert erreichten portugiesische Missionare die Stadt und brachten Berichte darüber nach Europa. 1586 besuchte der portugiesische Entdecker António da Madalena als einer der ersten aus dem Okzident Angkor und berichtete davon dem Historiker Diogo de Couto. Eine Reihe europäischer Missionare und Händler, vor allem aus Portugal, Spanien und später auch Frankreich, folgten und erwähnten in ihren Berichten wiederholt eine „große ummauerte Stadt“, womit wohl Angkor Thom gemeint war, und den Angkor Wat. Mouhot selbst erhob nie den Anspruch, der Entdecker Angkors zu sein. In seinem berühmt gewordenen Buch Voyage à Siam et dans le Cambodge (1868) zitiert er auch selbst ausdrücklich aus dem Bericht des französischen Missionars Charles-Emile Bouvillevaux. Dieser war wenige Jahre, bevor Mouhout nach Asien aufbrach, aus Kambodscha zurückgekehrt. Dass das „exotische Angkor“ dennoch erst durch Mouhots Buch im Westen die Aufmerksamkeit der breiten Öffentlichkeit und der Gelehrten auf sich zog, lag auch daran, dass er den Bericht mit einer Reihe detaillierter Zeichnungen illustriert hatte.

### Angkor heute
Infolge der Popularität, die Angkor durch Mouhots Buch erlangt hatte, wurde es zum Ziel einer Reihe von wissenschaftlichen Expeditionen. Es begann die Zeit der systematischen und wissenschaftlichen Erforschung. Eine Reihe meist französischer Expeditionen besuchte Angkor. Daneben reisten auch weitere Forscher, wie der deutsche Ethnograf Adolf Bastian, der als Erster die indischen Einflüsse erkannte, und ein schottischer Fotograf, John Thomson, von dem die ersten Fotografien des Angkor Wat (1866) stammen, dorthin.

#### Kunstraub
Mit den zahlreicher werdenden Besuchern aus Europa wuchs das Wissen über das historische Khmer-Reich. Gleichzeitig begann aber auch der Diebstahl vieler der noch in Angkor verbliebenen Kunstwerke. Die wertvollsten waren schon im 15. Jahrhundert, nach der Niederlage Kambujas, nach Ayutthaya und von dort, nachdem das Thai-Königreich von den Burmesen erobert worden war, nach Pegu und schließlich Mandalay geschafft worden, wo sie sich heute noch befinden. Vierhundert Jahre später verpackten europäische Forscher, Abenteurer und Händler Statuen, Bronzeskulpturen und auch herausgebrochene Stücke von Reliefs in Kisten und verschifften sie nach Europa, wo sie in Museen und privaten Sammlungen landeten. Heute finden sich in Angkor nur noch sehr wenige Statuen an ihrem ursprünglichen Platz. Was noch nicht gestohlen wurde, befindet sich in den Archiven der Archäologen vor Ort oder im Staatsmuseum in Phnom Penh, um zu verhindern, dass auch diese letzten Stücke wegkommen. Kunsträuber brechen auch heute noch Tafeln aus Reliefs und schlagen Apsaras die Köpfe ab, um sie am Schwarzmarkt in Europa, den USA oder Japan zu verkaufen. Sogar Abgüsse aus Beton, die manchmal an Stelle der Originale platziert wurden, werden immer wieder gestohlen.

#### Forschung und Restaurierung

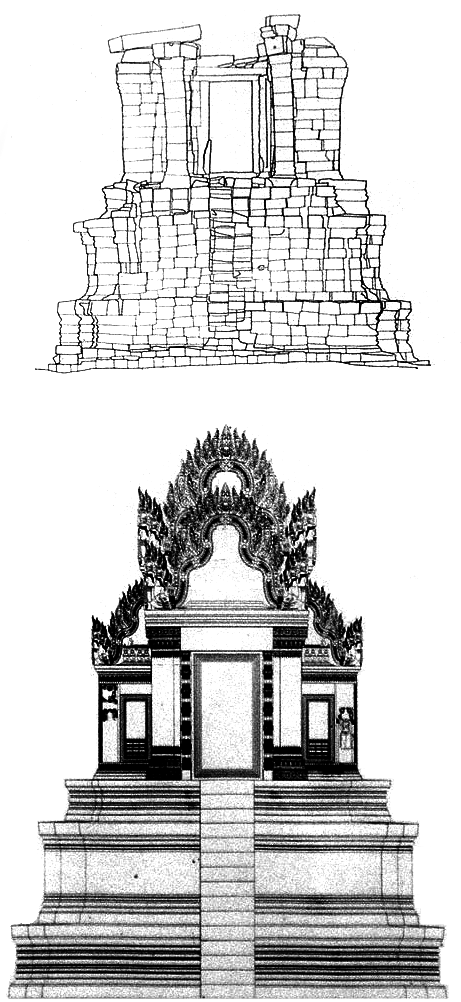
Westseite des Bayon – Informationen des JSA zu Restaurierungsarbeiten

Zu Beginn des 20. Jahrhunderts nahm die neu gegründete École française d’Extrême-Orient (EFEO) ihre Arbeit auf. Pläne des gesamten Areals wurden angefertigt, die mittlerweile fast 1.000 bekannten Tempel und Heiligtümer katalogisiert, die rund 1.200 gefundenen Inschriften übersetzt und es wurde damit begonnen, die Tempel aus der tropischen Vegetation freizulegen. Henri Marchal von der EFEO lernte bei einem Besuch auf Java die dort schon seit längerer Zeit von niederländischen Archäologen angewandte Technik der Anastilosis kennen. Dabei werden zerfallene Bauwerke aus den Originalteilen wieder aufgebaut. Neue Materialien wie Beton werden nur in Ausnahmefällen verwendet, um die statische Sicherheit zu gewährleisten, und möglichst „unsichtbar“ integriert. Im Jahr 1931 begannen die Archäologen und Restauratoren der EFEO damit, diese Technik bei ihrer Arbeit in Angkor anzuwenden. Einer der ersten so restaurierten Tempel war der Banteay Srei.
Die Arbeit der Restauratoren musste während des 20. Jahrhunderts mehrfach unterbrochen werden. Bereits der Zweite Weltkrieg, der Indochinakrieg, das darauf folgende Ende der französischen Kolonialherrschaft in Französisch-Indochina und der auf Kambodscha übergreifende Vietnamkrieg hatten die Arbeit erschwert. 1975 nach der Machtübernahme der Roten Khmer mussten die Wissenschaftler das Land verlassen und die Arbeit in Angkor kam vollständig zum Erliegen.
1986 begannen Archäologen des Archaeological Survey of India (ASI) noch während des Bürgerkrieges nach der Entmachtung der Roten Khmer durch die vietnamesische Armee mit Restaurierungsarbeiten am Angkor Wat. Heute arbeiten Teams aus verschiedenen Ländern, koordiniert vom International Coordinating Committee (ICC) der UNESCO, in Angkor: das kambodschanische Institut Authority for the Protection and Management of Angkor and the Region of Siem Reap (APSARA), die École française d'Extrême-Orient (EFEO), das Japanese Government Team for Safeguarding Angkor (JSA), der US-amerikanische World Monuments Fund (WMF) und das deutsche German Apsara Conservation Project (GACP) der FH Köln. Neben der Forschungstätigkeit zur Geschichte Angkors liegt der Schwerpunkt der Arbeit in der Erhaltung und dem Wiederaufbau der Tempel.
Seit 2005 besteht eine Kooperation zwischen dem deutschen German Apsara Conservation Project der FH Köln und dem Institut für Geologie und Mineralogie der Universität zu Köln. Gegenstand der Kooperation ist die petrologische und geochemische Untersuchung von Natursteinen verschiedener Tempelanlagen und Steinbrüche, um mögliche Korrelationen zu erarbeiten, welche die Natursteine der Steinbrüche als Ergänzungsmaterial für die Tempel auszeichnen.

#### Tourismus
Nach dem Ende des Bürgerkrieges in Kambodscha und der Entwaffnung der letzten Roten Khmer entwickelte sich in Kambodscha unter der zeitweiligen Schirmherrschaft der UNO (siehe UNTAC) eine weitgehend stabile Demokratie. Damit einher ging seit den 1990er Jahren ein steter Zuwachs internationaler Touristen, die Angkor besuchen, und in der Folge ein massiver Ausbau der touristischen Infrastruktur. Einzig die politischen Unruhen im Sommer 1997 brachten einen kurzfristigen Einbruch. In der nahegelegenen Stadt Siem Reap wurden alte Hotels aus dem frühen 20. Jahrhundert wieder eröffnet und eine große Zahl neuer Hotels errichtet. Diese decken mittlerweile das gesamte touristische Spektrum ab – von Luxushotels bis zu einfachen Zimmern. Der Aufschwung des Tourismus in der Region Angkor ist eng verbunden mit dem Flughafen Siem Reap-Angkor, einem bevorzugten Ziel asiatischer Billigfluggesellschaften.
Im Jahr 2018 besuchten 2,59 Mio. Touristen die Tempelanlagen von Angkor Wat, 2019 waren es 2,2 Mio. Besucher, davon jeweils ca. 40 % aus China. Aus Deutschland kamen 2019 61.171 Besucher, die mindestens ein Eintagesticket kauften.

## Kultur

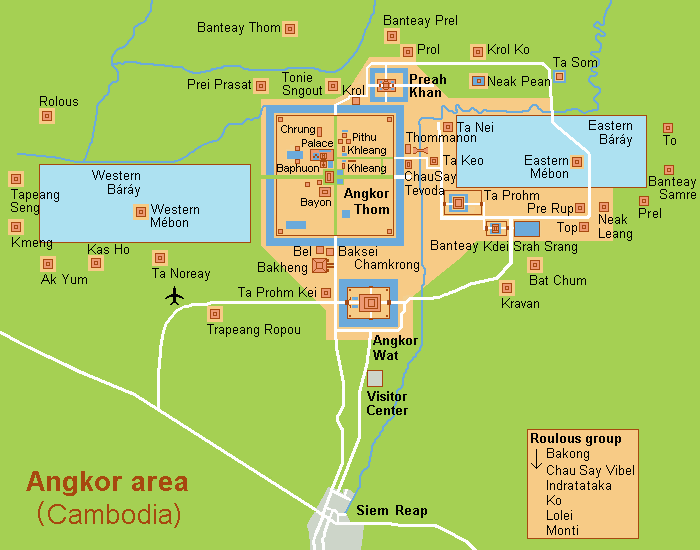
Lage der Tempel und Bauwerke in Angkor
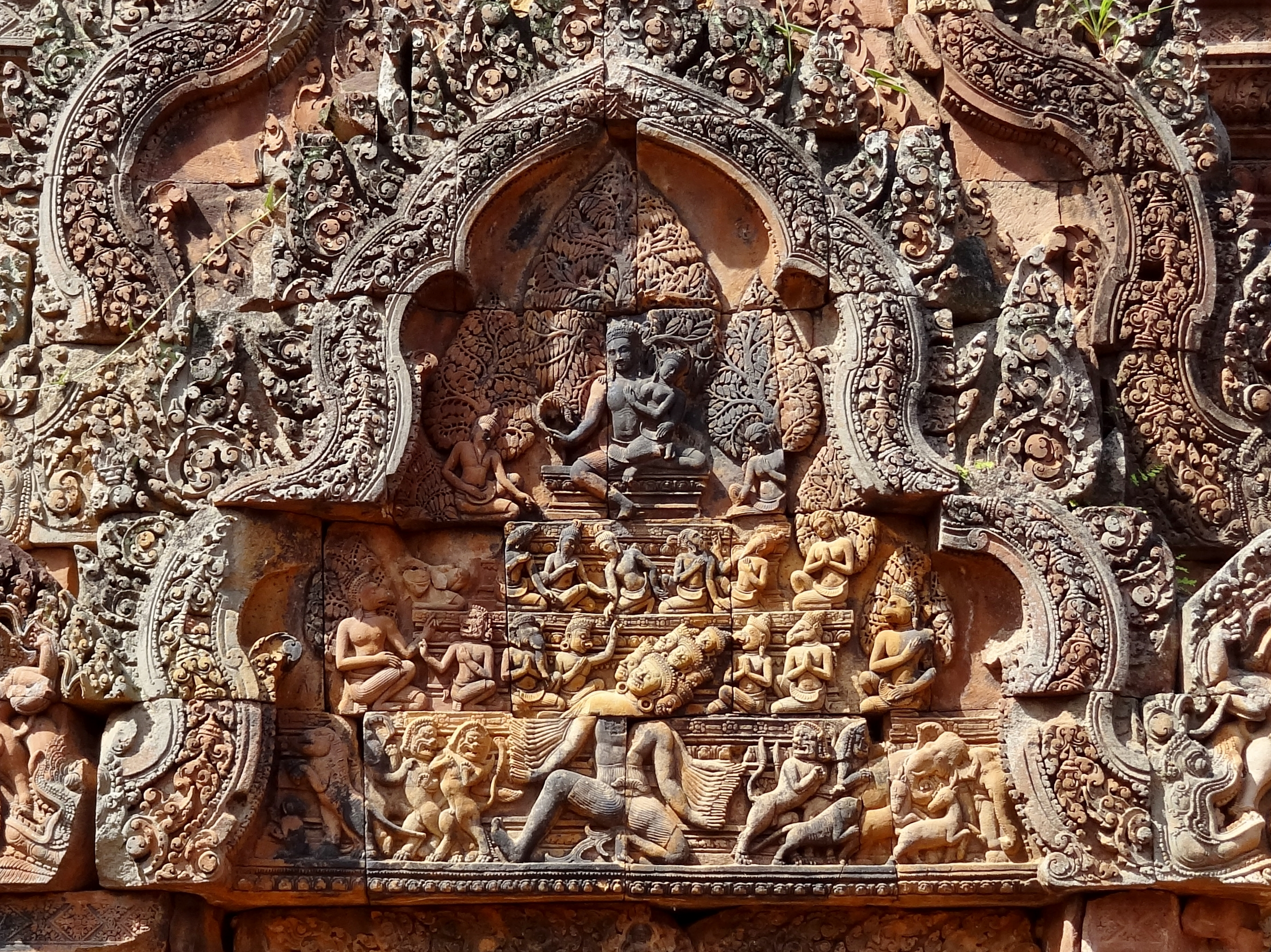
Banteay Srei: Ravana rüttelt am Berg Kailash, die Tiere fliehen
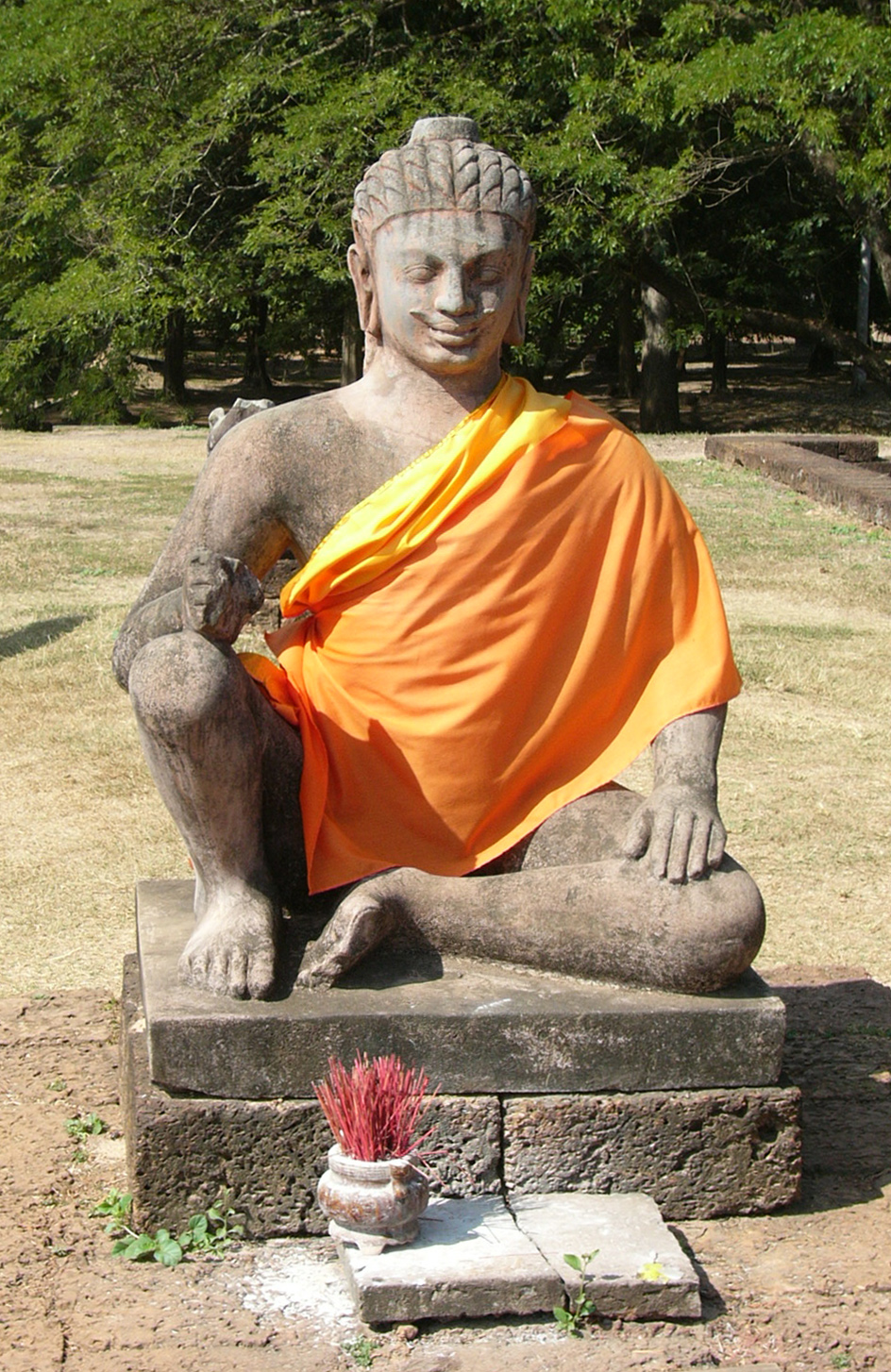
Terrasse des Lepra-Königs: Dharmaraja, Herr des Todes (Replikat)

Schon Funan und Chenla, die Kambuja vorhergehenden Reiche, waren bereits ab dem 1. Jahrtausend v. Chr. von indischer Religion, Kultur und Kunst beeinflusst worden.

### Religion
Konzepte aus dem Hinduismus und dem Mahayana-Buddhismus wurden von den Khmer sowohl mit eigenen Traditionen als auch untereinander vermischt. Soweit bekannt ähnelte die Weltsicht der Khmer jener Indiens. Es fiel ihnen deshalb leicht, die neuen Götter in die eigenen religiösen Vorstellungen zu integrieren. Die eigenen Götter und Göttinnen, die Ahnen und zu Schutzgeistern gewordenen Helden, wurden dabei aber nicht vergessen, sondern blieben ein fester Bestandteil der Alltagskultur.

#### Hinduismus
Die Mehrzahl der Tempelanlagen in Angkor waren hinduistischen Göttern gewidmet, vor allem Shiva, seltener auch Vishnu (Angkor Wat) und Brahma. Neben den Heiligtümern, die einzelnen Göttern geweiht waren, finden sich in Angkor eine Vielzahl von Reliefs mit Darstellungen verschiedener Szenen aus der hinduistischen Mythologie, insbesondere aus dem Ramayana.
Die Dominanz des Hinduismus gegenüber dem Buddhismus war vor allem in dessen Ähnlichkeit mit eigenen Traditionen begründet.

#### Buddhismus
Die weiteste Verbreitung und die Erhebung zur Staatsreligion erfuhr der Mahayana am Ende des 12. Jahrhunderts und zu Beginn des 13. Jahrhunderts unter der Regentschaft König Jayavarmans VII. Aus dieser Zeit stammen die eindrucksvollen Gesichter-Türme mit dem Antlitz des Bodhisattva Lokeshvara, wie sie am Bayon, den Tor-Türmen (Gopurams) der großen Stadt Angkor Thom und einer Reihe weiterer Tempel dieser Zeit zu finden sind. Neben der Verehrung des Lokeshvara konzentrierte sich der Glaube des Königs auf den historischen Buddha Siddhartha Gautama, dem das zentrale Heiligtum des Bayon geweiht war, und Prajnaparamita (das buddhistische Konzept der „Perfektion der Weisheit/Tugend“), der er das Tempel-Kloster Ta Prohm widmete. Im Verlauf der Herrschaft Jayavarmans II gewann allmählich auch die tantrische Schule des Mahayana an Bedeutung, insbesondere in Form der Verehrung der Gottheit Hevajra.
1295 bestieg schließlich Srindravarman den Thron, der ein Anhänger des Theravada-Buddhismus war. Der Theravada war aus Sri Lanka nach Südostasien gekommen. Heute ist die überwiegende Mehrheit der Bevölkerung Kambodschas, Thailands, Myanmars und Laos Anhänger dieser Form des Buddhismus.

#### Synkretismus
Die Khmer des historischen Angkor kannten im Allgemeinen keine strikte Trennung zwischen verschiedenen religiösen Systemen. Die Gottesvorstellungen, die von Händlern und Reisenden aus Indien in Südostasien bekannt gemacht wurden, konnten so sehr schnell ihren Platz neben den lokalen Gottheiten, Ahnen, guten und bösen Geistern finden.
Synkretismus, also die Vermischung verschiedener Religionen, war ein wesentliches Merkmal in einem der wahrscheinlich wichtigsten Kulte Angkors. Im Mittelpunkt des Deva-raja-Kultes stand als zentrales Symbol, das in den innersten Heiligtümern der großen Haupttempel verehrt wurde, der Linga, ein konischer Stein, der ursprünglich dem Gott Shiva zugeordnet gewesen war. In Angkor wurde der Linga zum Symbol des Deva-raja, des „Königs der Götter“, der nicht zwangsläufig – wenn überhaupt, darüber sind die Forscher noch uneins – Shiva gewesen sein musste.
Eine Fortführung dieses Kultes entwickelte der buddhistische König Jayavarman VII., indem er den Buddha im zentralen Heiligtum seines Haupttempels, des Bayon, als Buddha-raja verehrte.

#### Devaraja
Der Devaraja-Kult (von Sanskrit: deva: „Gott“, rāja: „König“) beschäftigt Historiker seit der Entdeckung der nach dem Fundort im heutigen Thailand benannten Sdok-Kok-Thom-Inschrift vom 8. Februar 1053. In dieser Inschrift wird der Anspruch erhoben, dass eine Priesterfamilie seit der Zeit von Jayavarman II. (dessen Thronbesteigung hier wie in vielen anderen Inschriften des 11. Jahrhunderts auf das vermutlich ahistorische Datum 802 angesetzt wurde) ununterbrochen für den Kult und seine Riten zuständig gewesen sei. Ähnliche, sich zum Teil gegenseitig widersprechende Ansprüche finden sich auch in anderen Inschriften des 11. Jahrhunderts. Als erster habe dieses Ritual ein Brahmane, ein hinduistischer Priester, auf dem Phnom Kulen (ca. 45 km nordöstlich des späteren Angkor) durchgeführt. Häufiger als der Begriff Devaraja ist die Khmer-Bezeichnung Kamrateng Jagat ta Rajya („Herr des Universums, der König ist“) anzutreffen. Der Devaraja war demnach jene Gottheit, unter deren Schutz der König und mit ihm das ganze Reich gestellt wurden. Unterstützt wird diese Interpretation durch die Namen, welche die Könige Angkors annahmen. So bedeutet beispielsweise Indravarman „beschützt durch Indra“ (varman: „Brustpanzer“, als Namenszusatz: „beschützt durch“).
Eine ältere Deutung ging davon aus, dass der König sich im Zuge eines Rituals zum Gott-König erheben ließ. Der Devaraja wäre demnach die irdische Verkörperung eines Gottes, ähnlich den Pharaonen des frühen Alten Reiches in Ägypten gewesen. Gerade im Vergleich mit den Pharaonen liegt aber vermutlich die Ursache für eine Fehlinterpretation der Bedeutung des Devaraja durch die, meist europäischen, Historiker.

### Gesellschaft
Über die gesellschaftlichen Verhältnisse im historischen Angkor ist nur wenig bekannt. Manches kann aus Inschriften geschlossen werden, die allerdings meist ausschließlich die Taten der Könige beschreiben. Die bedeutendsten Quellen dazu sind der Bericht des chinesischen Gesandten Zhou Daguan und die Reliefs an den äußeren Galerien des Bayon (ebenfalls aus dem 13. Jahrhundert) mit Darstellungen aus dem Alltagsleben der Bewohner.
An der Spitze der Hierarchie stand der König. Königinnen sind keine bekannt, jedoch war die Erbfolge oft an der Linie der Mutter bzw. der Gemahlin des Königs orientiert. Der Herrscher stand, dem Glauben der Khmer zufolge, in einem besonderen Näheverhältnis zu 'seinem' Gott, dem er in der Regel einen großen Tempel weihte und der über den König und das Reich wachen sollte.
Wesentliche gesellschaftliche Gruppen waren Priester und Mönche, Soldaten, Bauern sowie Händler. Priester und Mönche bewohnten die Klöster (z. B. den buddhistischen Ta Prohm), berieten die Könige und besorgten die religiösen Rituale in den Tempeln. Da Kambuja sich fast durchgehend in kriegerischen Auseinandersetzungen mit Nachbarreichen befand – zu Beginn mit dem javanischen Reich, später lange Zeit mit Champa, schließlich mit den aufsteigenden Reichen der Thai (Sukhothai und Ayutthaya) – unterhielten die Könige ständig Streitkräfte. Ein wesentlicher Faktor, der zu Aufstieg und Macht des Reiches von Angkor beitrug, waren auch die landwirtschaftlichen Erträge. Es gibt Hinweise, dass es unter den Bauern auch Eigentümer größerer Ländereien gab, deren Spenden an Tempel und Klöster in Inschriften aufgezeichnet wurden. Der Handel auf den Marktplätzen lag, dem Bericht Zhou Daguans zufolge, in den Händen der Frauen. Der gesellschaftliche Status der Frauen dürfte im Allgemeinen aber deutlich jenem der Männer untergeordnet gewesen sein. Zumindest der König hatte meist mehrere Frauen und eine Reihe von Konkubinen.
Neben den Khmer lebten in Angkor auch Chinesen, Inder, Malayen und andere Fremde, meist Händler, mitunter auch Seefahrer, die sich hier niedergelassen hatten.

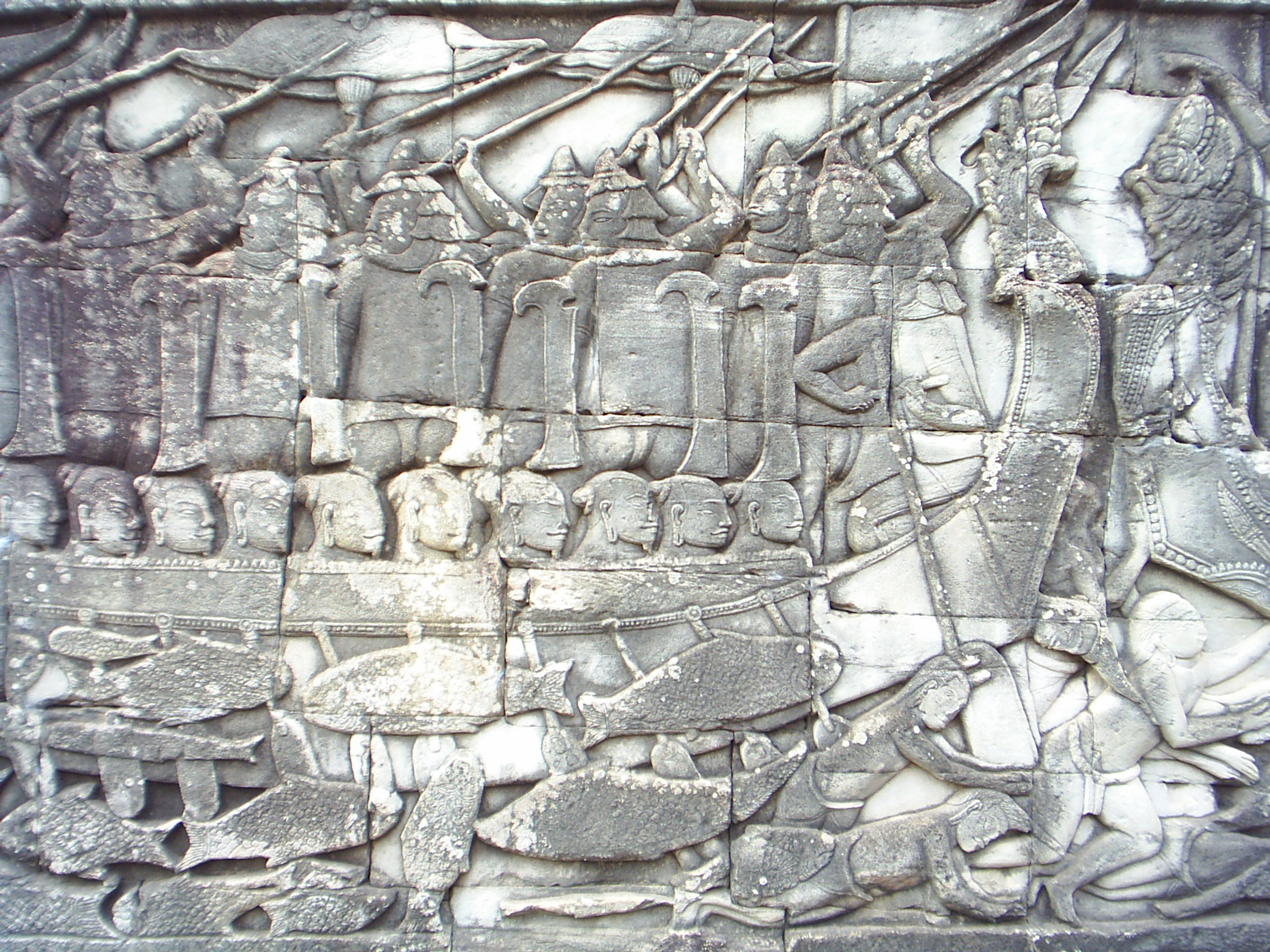
Bayon: Schlacht auf dem Tonle Sap
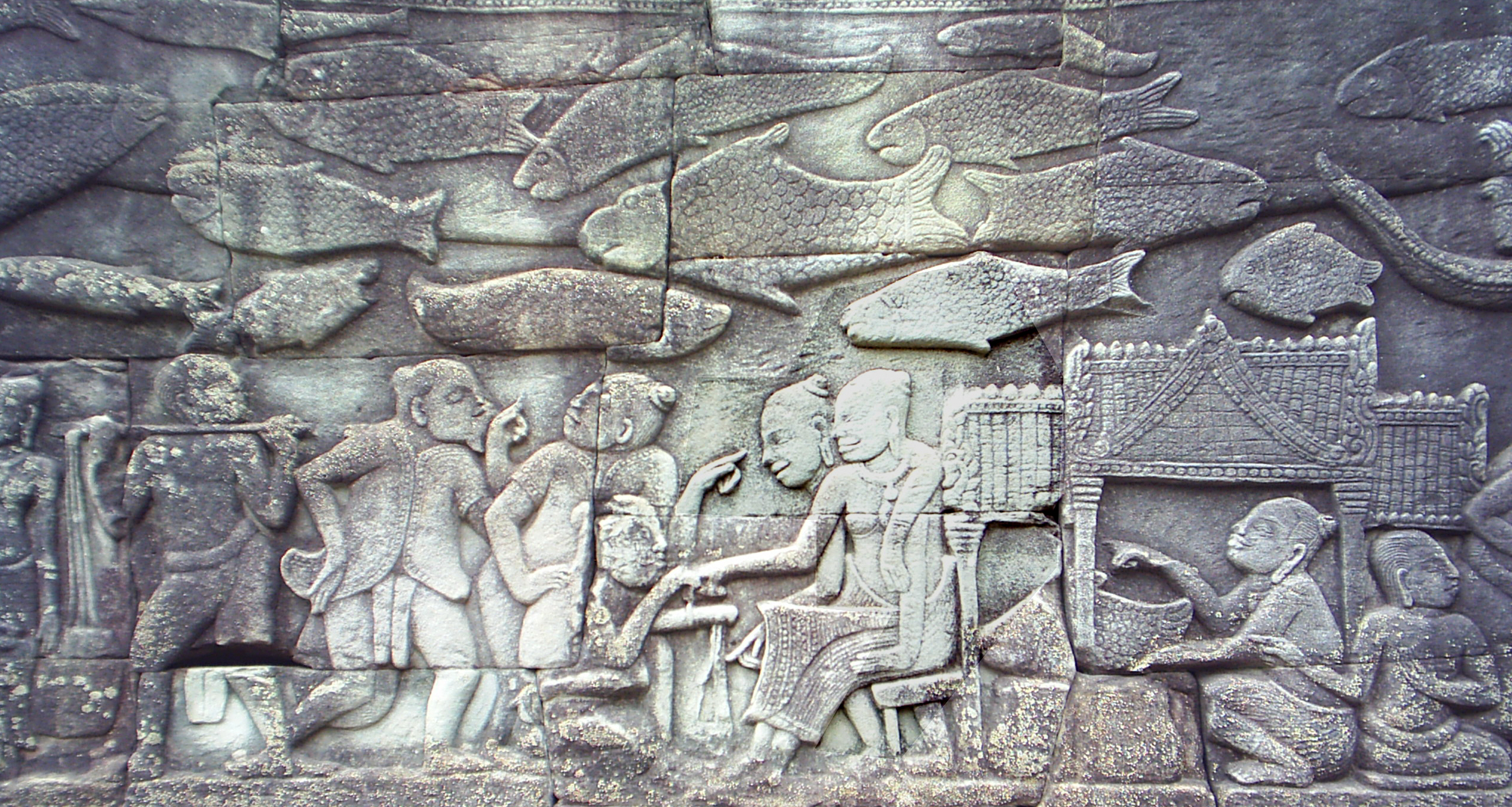
Bayon: Marktszene
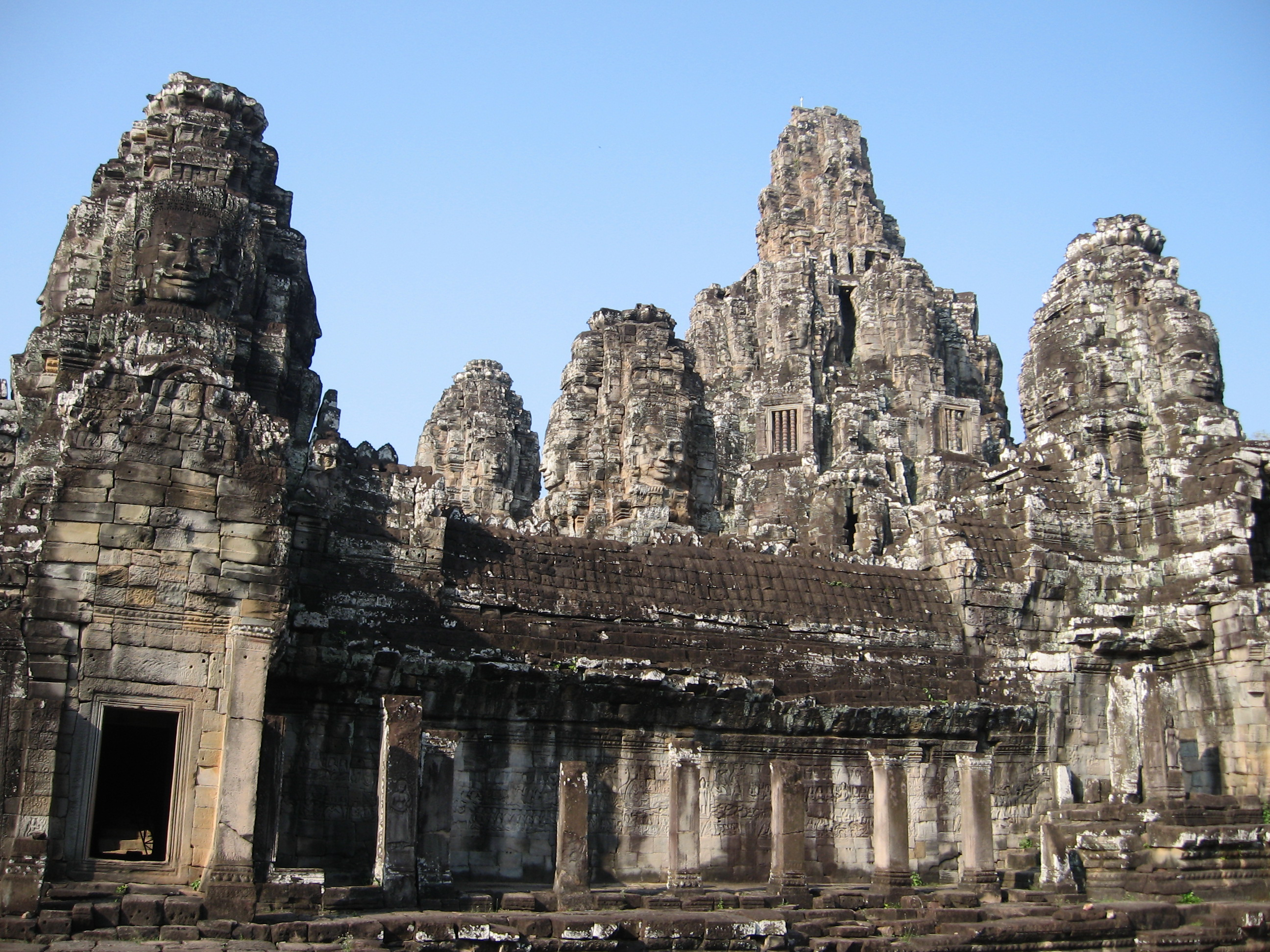
Gesichtertürme des Bayon
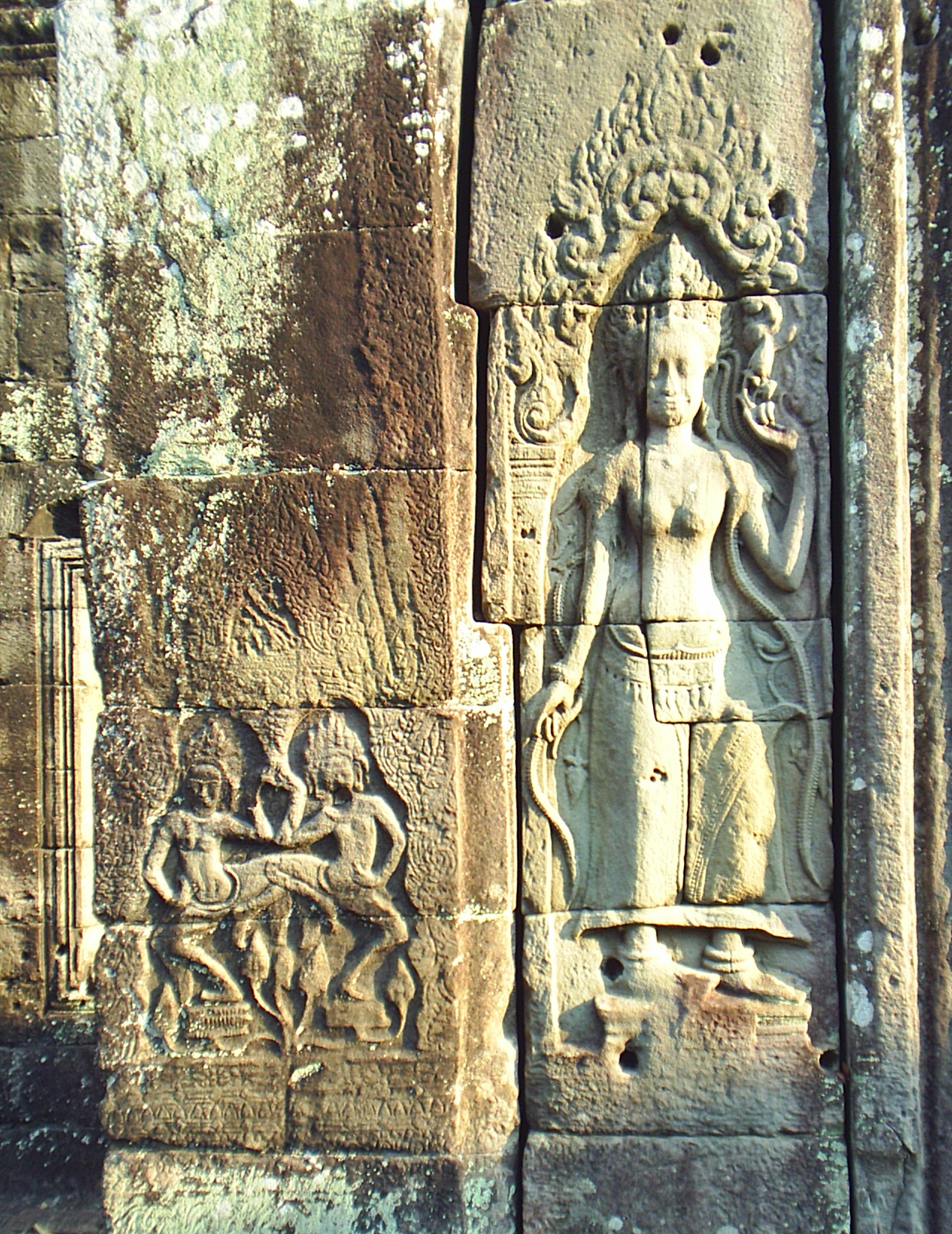
Banteay Kdei: links zwei Apsaras, rechts eine Devata

### Kunst und Architektur
Aus Stein errichtete Gebäude waren in Angkor religiösen Zwecken vorbehalten. Deshalb sind, mit Ausnahme der Barays und Srahs, den Wasserreservoirs, die für Landwirtschaft und Wasserversorgung der Bewohner lebenswichtig waren, alle heute noch sichtbaren Bauten Tempel oder Teile von Tempelanlagen, wie Umgrenzungsmauern, Tore und ähnliches. Folglich sind auch die Merkmale der Bauten – der Grundriss, die Reliefs und Skulpturen, welche die Wände schmücken, die Formensprache und Symbolik – vor allem von religiöser Bedeutung.
Obwohl die religiösen Vorstellungen der Khmer, und damit auch Kunst und Architektur, stark von indischen Einflüssen mitbestimmt waren, behielten und entwickelten sie auch eindeutig lokale Züge, die sie trotz vergleichbarer Inhalte deutlich von anderen Stilen Asiens unterscheidbar machen.
Im Folgenden einige der augenfälligsten Merkmale:

#### Gesichter-Türme
Eine der bemerkenswertesten Entwicklungen der Khmer-Architektur sind die Türme des Bayon und einer Reihe weiterer Bauten aus der Zeit Jayavarmans VII, eines Anhängers des Mahayana-Buddhismus, mit den oft mehrere Meter hohen Gesichtern des Bodhisattva Avalokiteshvara (auch Lokeshvara). Ob diese Abbildungen, die alle praktisch identisch sind, dem Gesicht des Königs nachempfunden wurden, ist nicht abschließend geklärt.

#### Apsaras und Devatas
In der Reliefkunst der Khmer spielten Apsaras und Devatas eine wichtige Rolle. Die so genannten Apsaras, aus dem Milchmeer geborene „himmlische Tänzerinnen“, wurden meist mit auswärts gerichteten Knien auf Lotosblüten tanzend dargestellt; besonders zahlreich erschienen sie in den Tempeln des 12. und 13. Jahrhunderts. Gleichfalls Bewohnerinnen des hinduistischen Götterhimmels sind die Devatas, weibliche Schutzgottheiten, die im Palast Indras am Berg Meru leben. Anders als Apsaras wurden sie stehend dargestellt, oft in Nischen in den Außenwänden der Tempel; jede Devata erhielt ihren persönlichen Gesichtsausdruck und ihre ganz eigene Haartracht. Die Gesamtzahl der Apsaras und Devatas an den Wänden der Tempel beträgt mehrere Tausend – allein in Angkor Wat sind rund 2.000 zu finden.

#### Tempel
Bis heute wurden in Angkor über 1000 Tempel und Heiligtümer entdeckt. Die Anzahl war zu Zeiten des historischen Reiches allerdings weit höher. Im tropischen Klima Südostasiens konnten nur aus Stein errichtete Gebäude die Jahrhunderte seit dem Niedergang Angkors überdauern. Aus Inschriften ist jedoch bekannt, dass oft Jahre oder Jahrzehnte vergingen, bis jene, die einen Schrein oder Tempel aus Stein errichten wollten, die dafür notwendigen Mittel hatten. In der Zwischenzeit wurden die Heiligtümer aus Holz gebaut, und es wird angenommen, dass viele dieser Bauten nie durch solche aus Stein ersetzt wurden. Daneben gab es schon damals eine große Menge kleiner hölzerner Heiligtümer, die vor allem lokalen Gottheiten gewidmet waren und in ähnlicher Form auch heute noch in Südostasien zu finden sind.
Die großen Tempel wie der Angkor Wat oder auch der dem Buddha geweihte Bayon waren nicht als Versammlungsorte für Gläubige errichtet worden, sondern als Paläste der Götter. Es gibt also keine weiten offenen Flächen oder Räume, sondern ein zentrales Heiligtum für den Gott, dem der Tempel geweiht war, und oft eine Vielzahl kleinerer Nebenheiligtümer, verbunden durch Tore und Gänge.
Der Grundriss praktisch aller Tempel entspricht der Weltsicht des Hinduismus: Im Zentrum steht der höchste Turm (Prasat) mit dem zentralen Heiligtum als Repräsentation des Berges Meru (im Himalaya), auf dem die Götter wohnen. Der Hauptturm ist umgeben von vier kleineren Türmen, den Bergen neben dem Meru. Die punktsymmetrische Anordnung wird als Quincunx-Stellung bezeichnet. Die äußere Begrenzung bildet schließlich ein Wassergraben, der den Ozean versinnbildlicht.
Einige der bedeutendsten Tempel und Bauwerke:

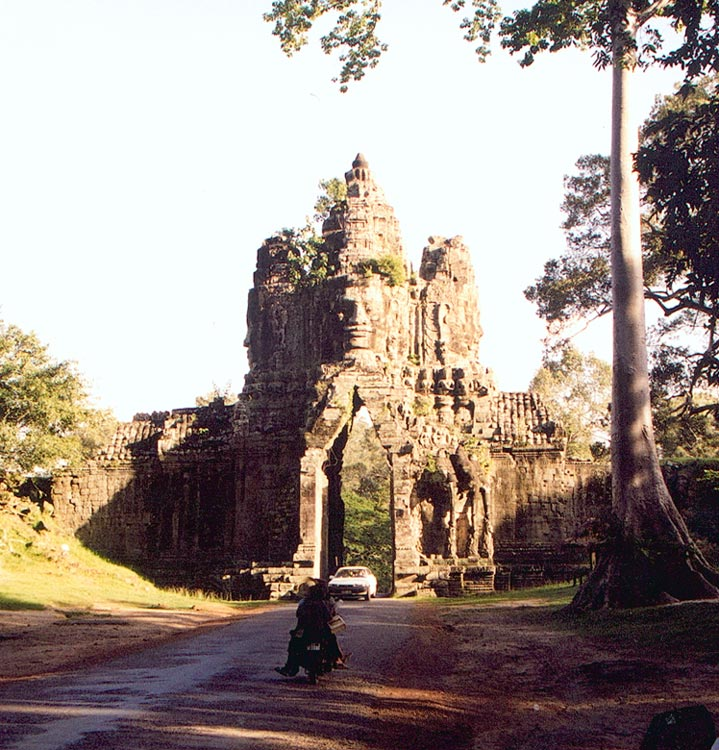
Angkor Thom
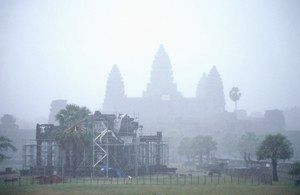
Angkor Wat
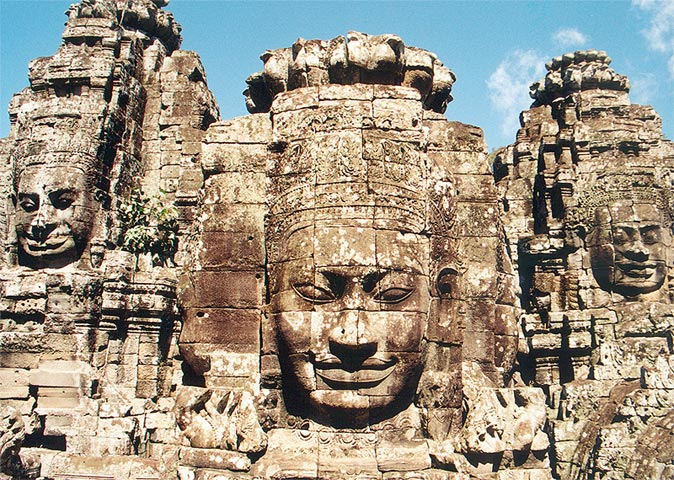
Bayon
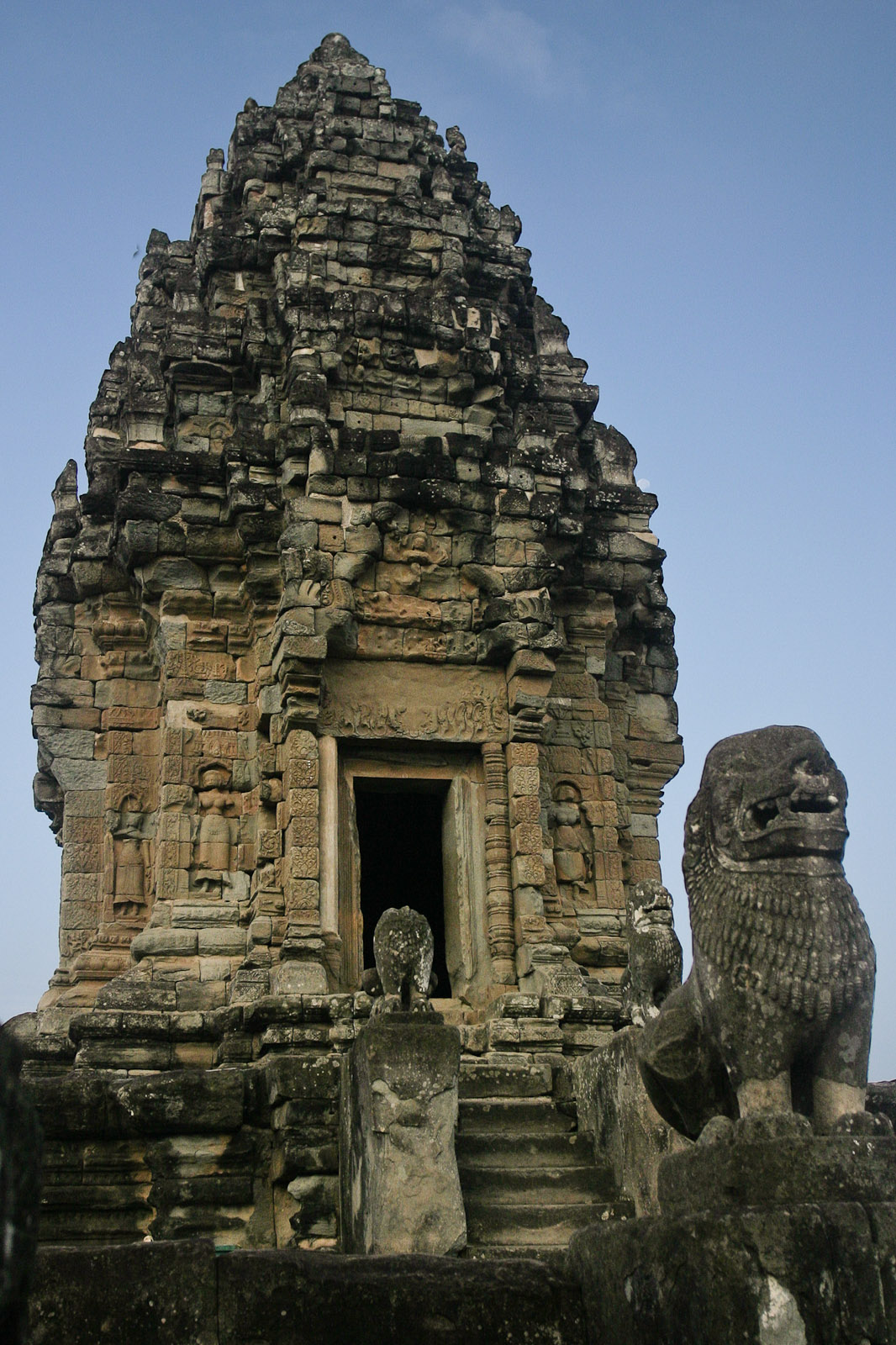
Bakong (Roluos)
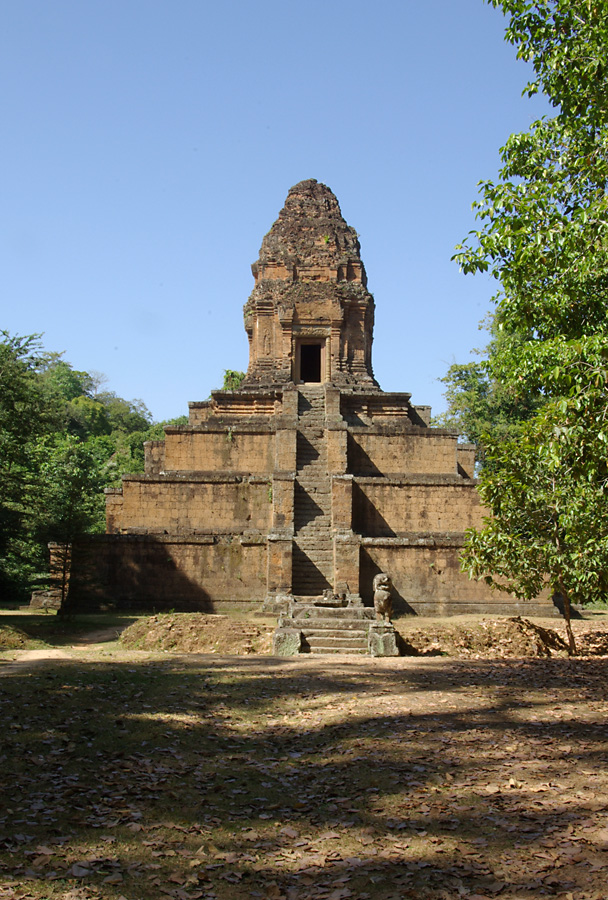
Baksei Chamkrong
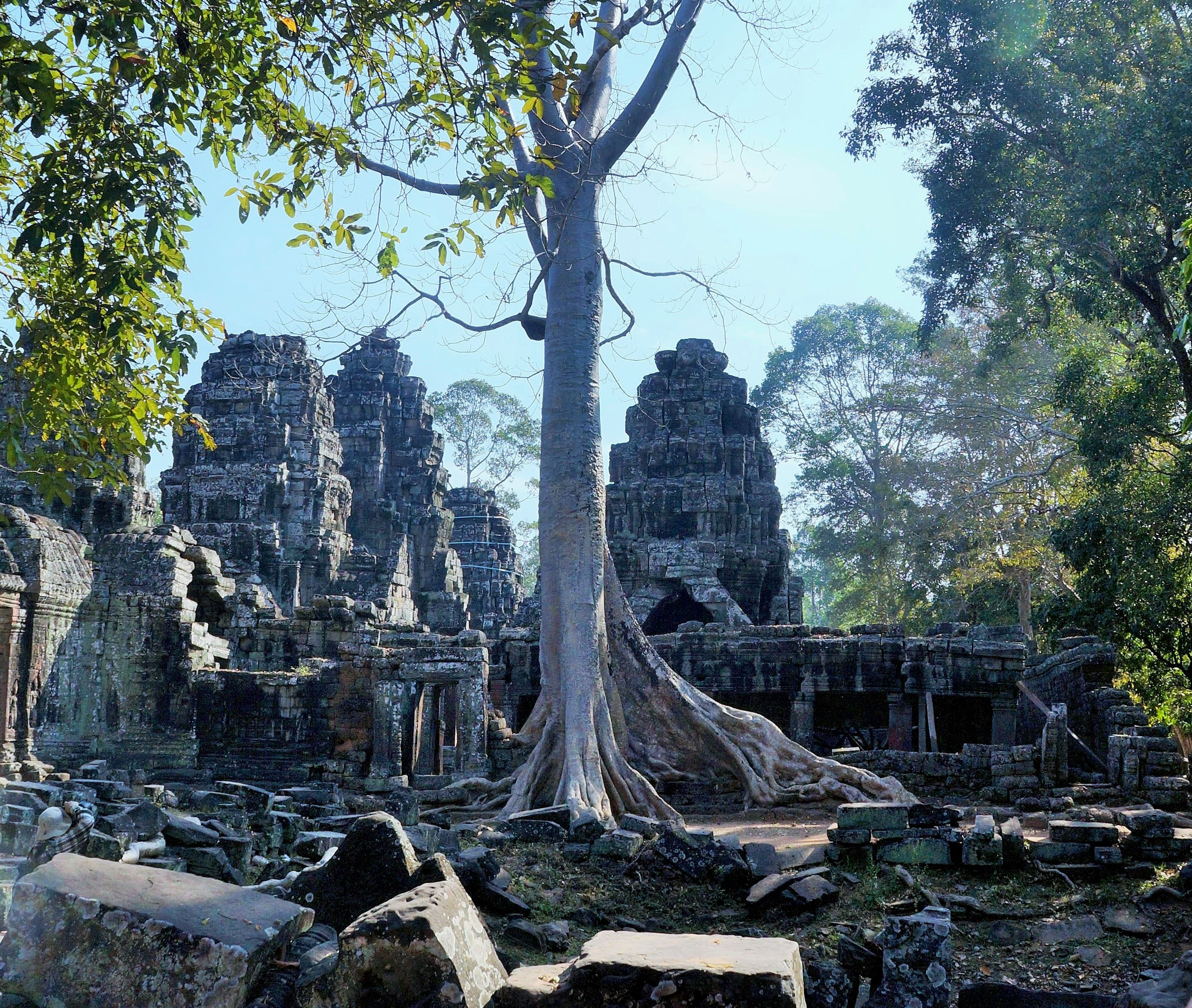
Banteay Kdei
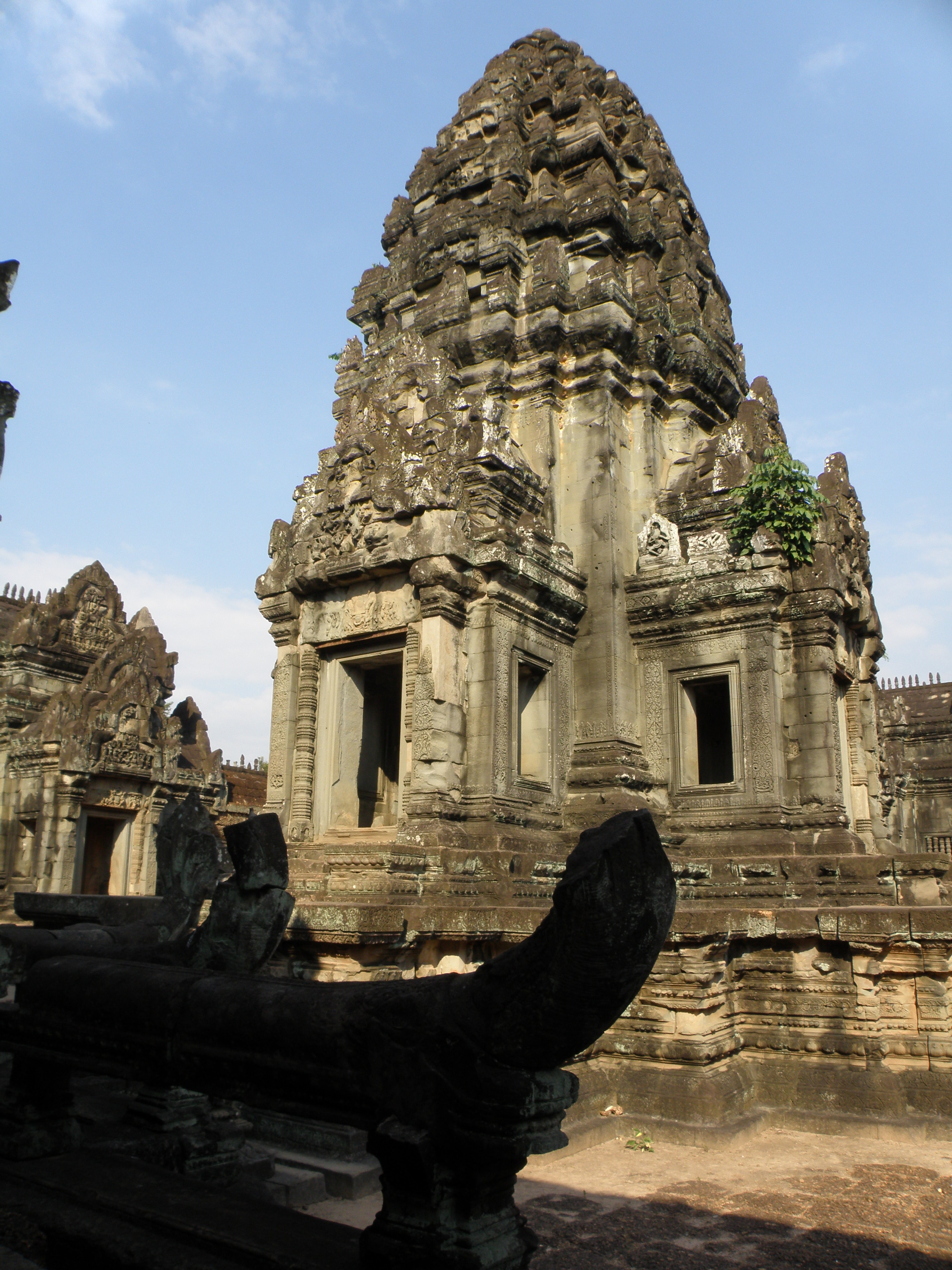
Banteay Samré
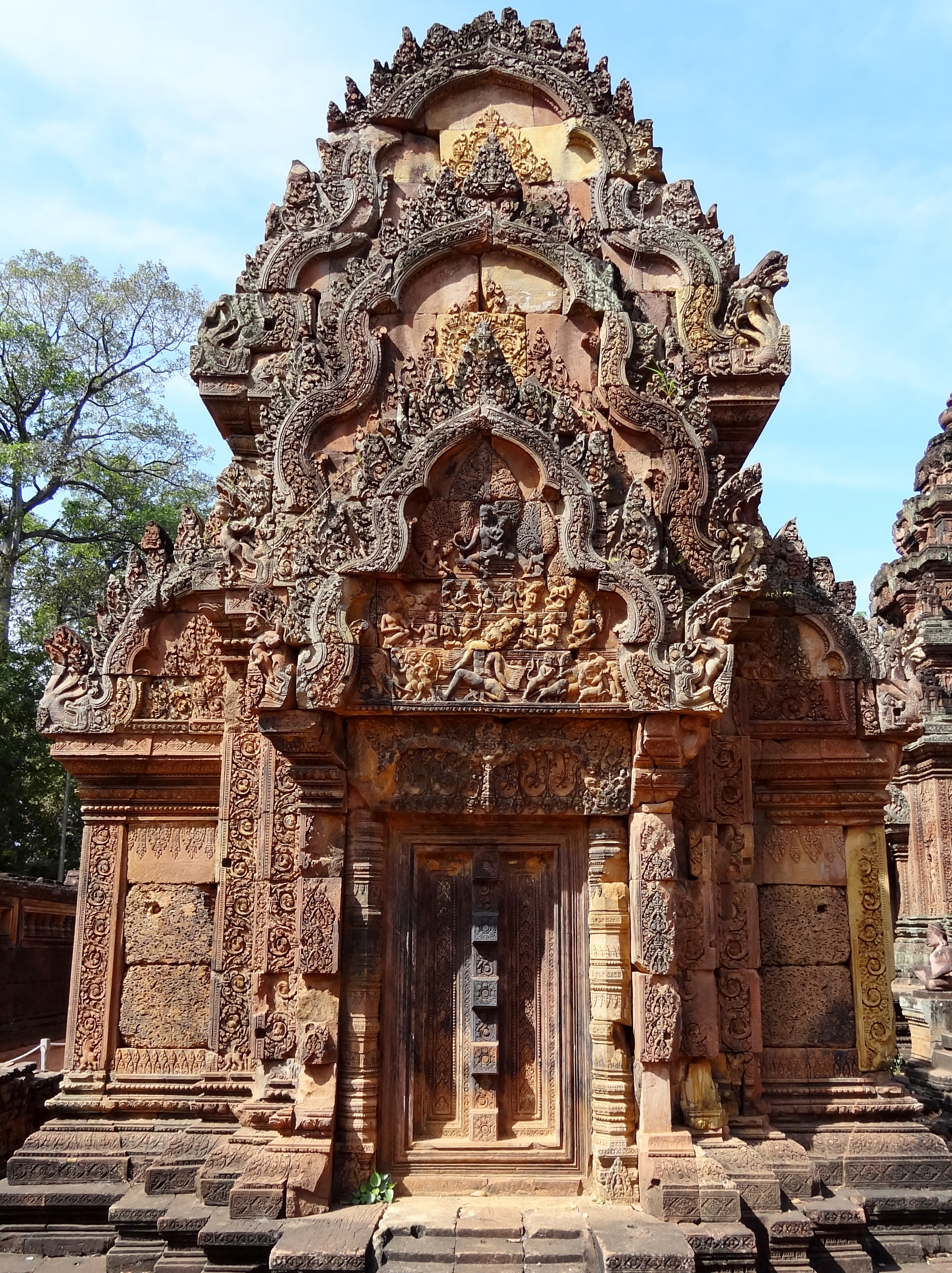
Banteay Srei
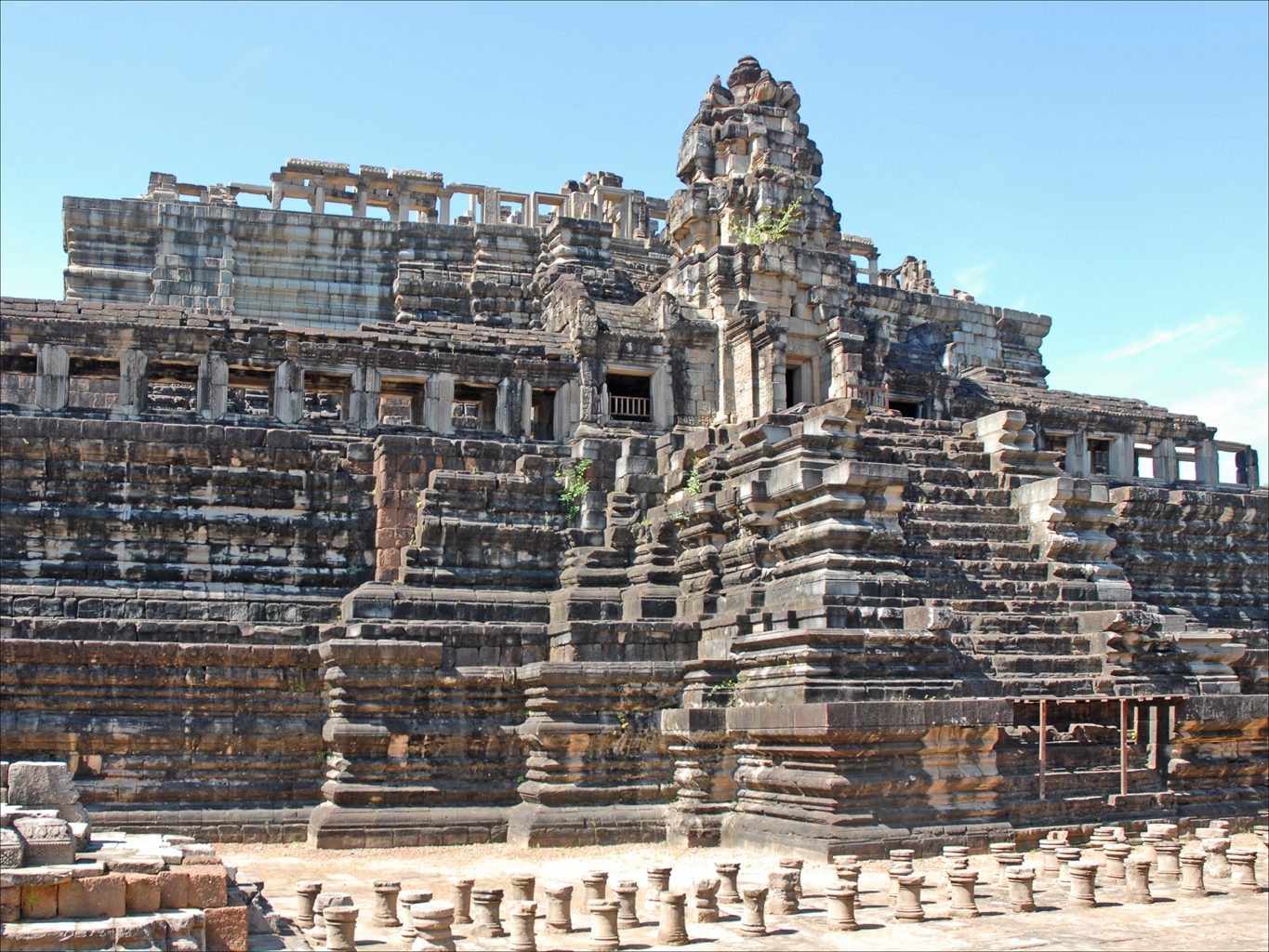
Baphuon
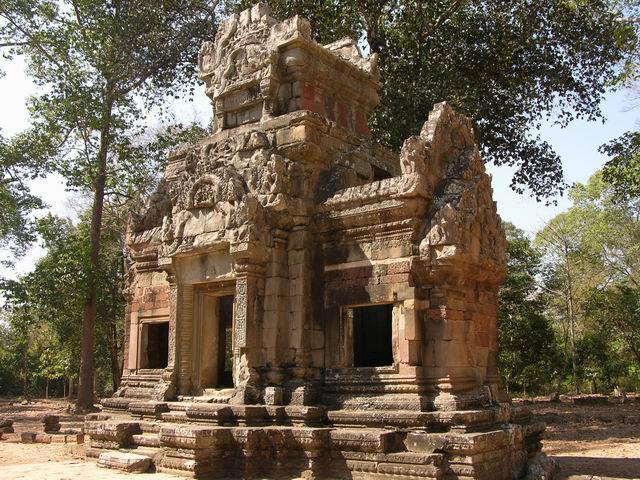
Chau Say Tevoda
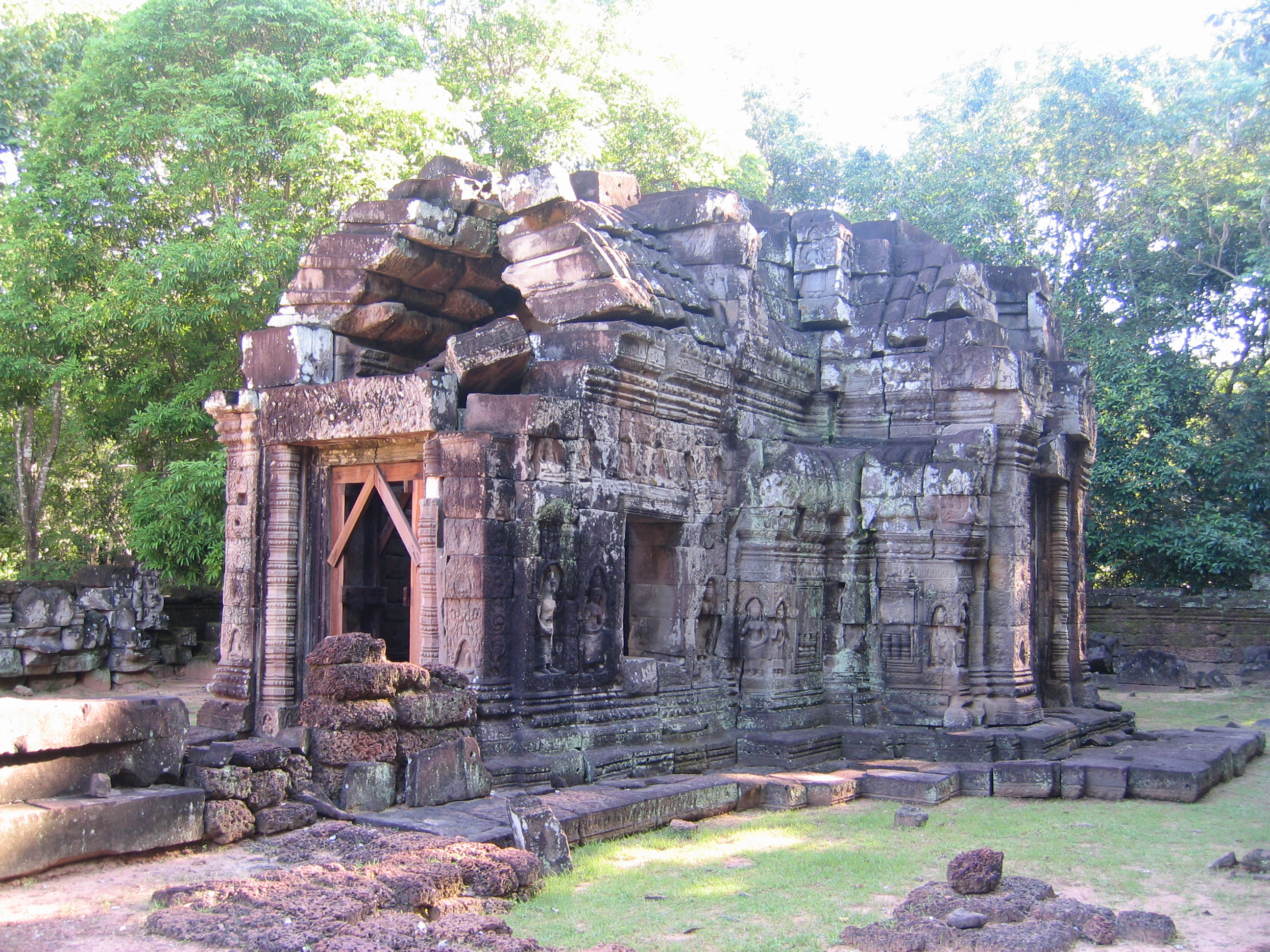
Krol Ko
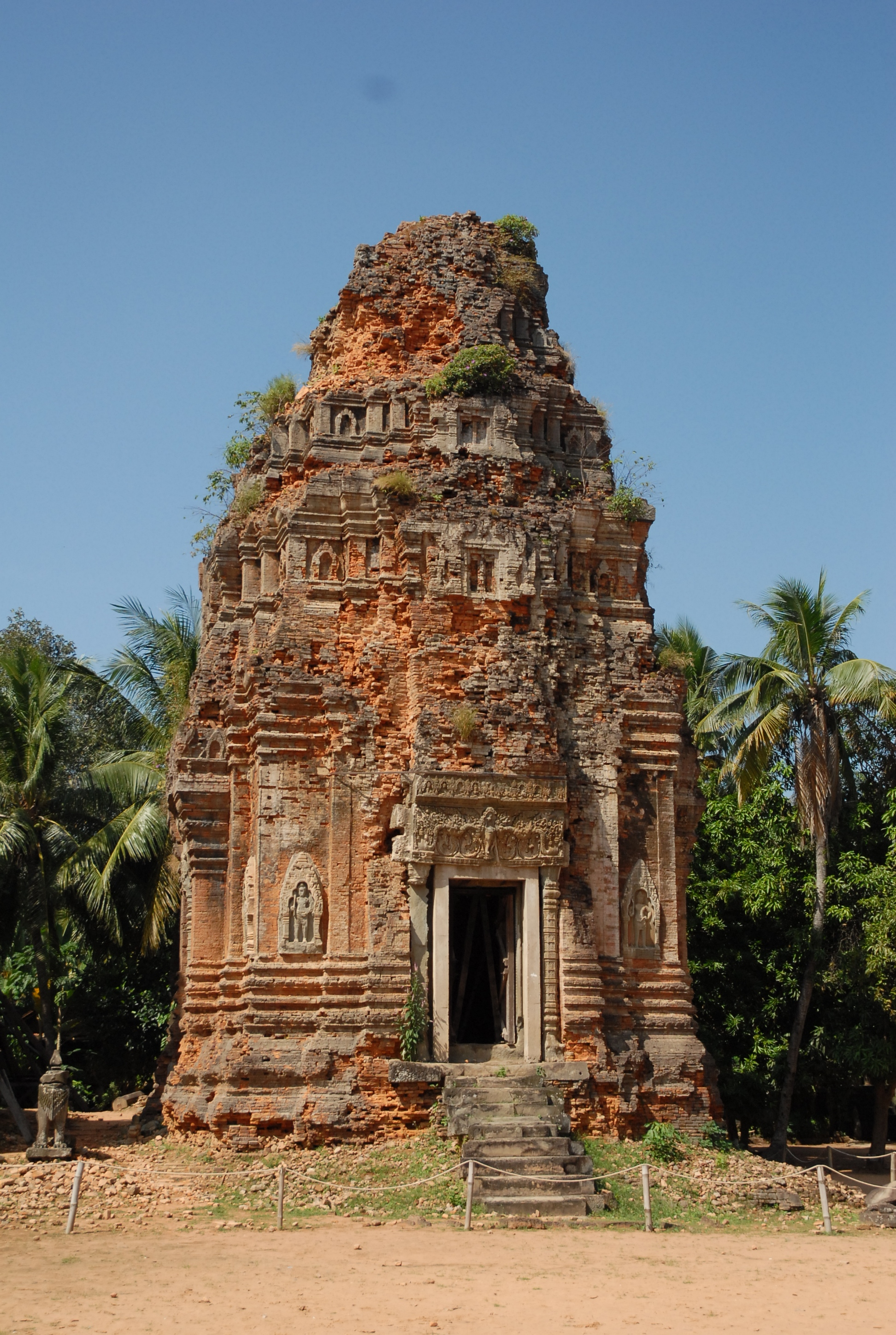
Lolei (Roluos)
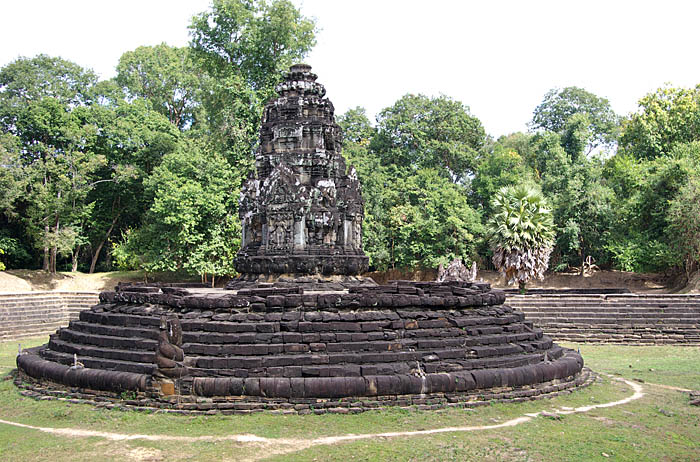
Neak Pean
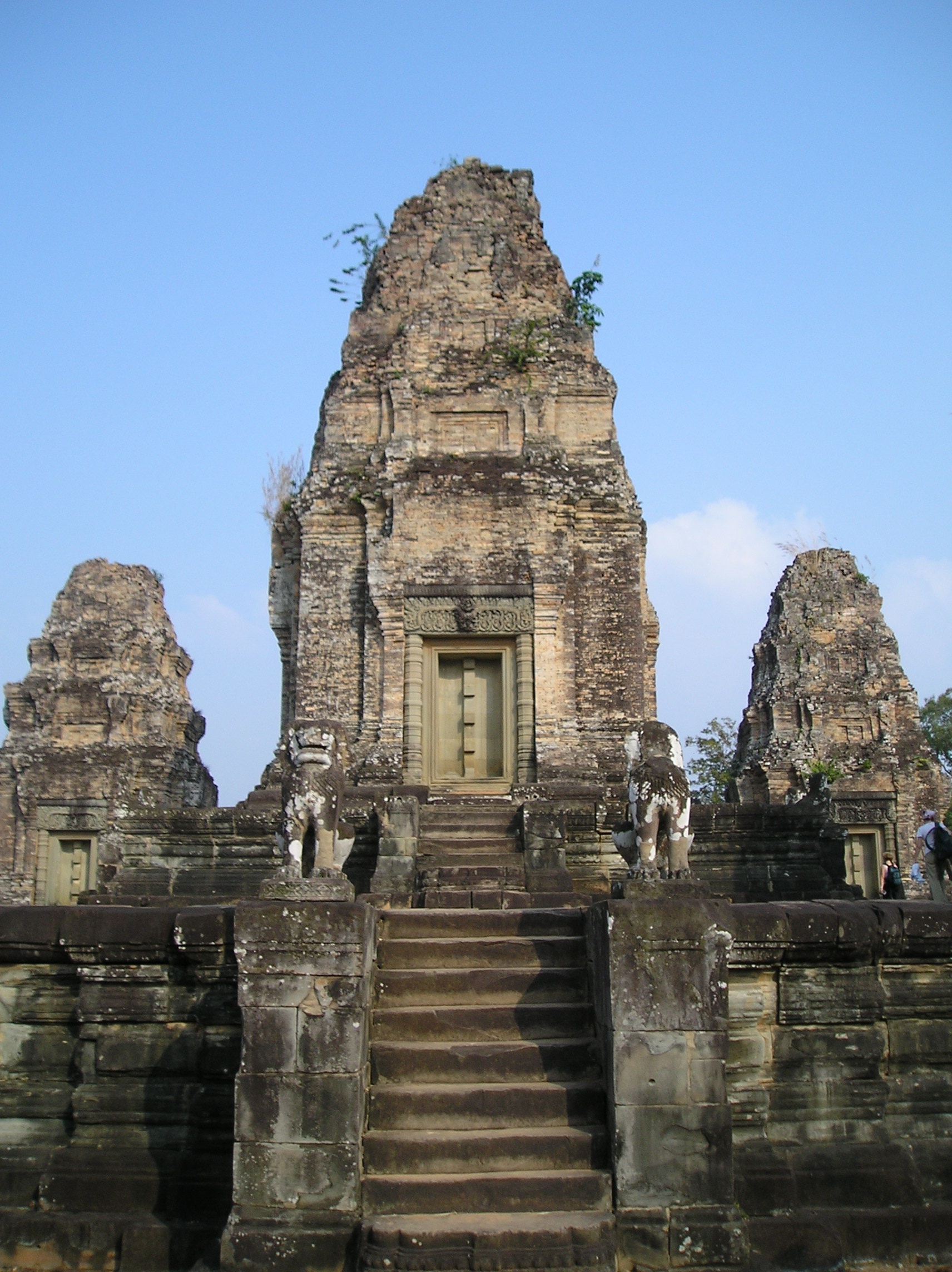
östlicher Mebon und östlicher Baray
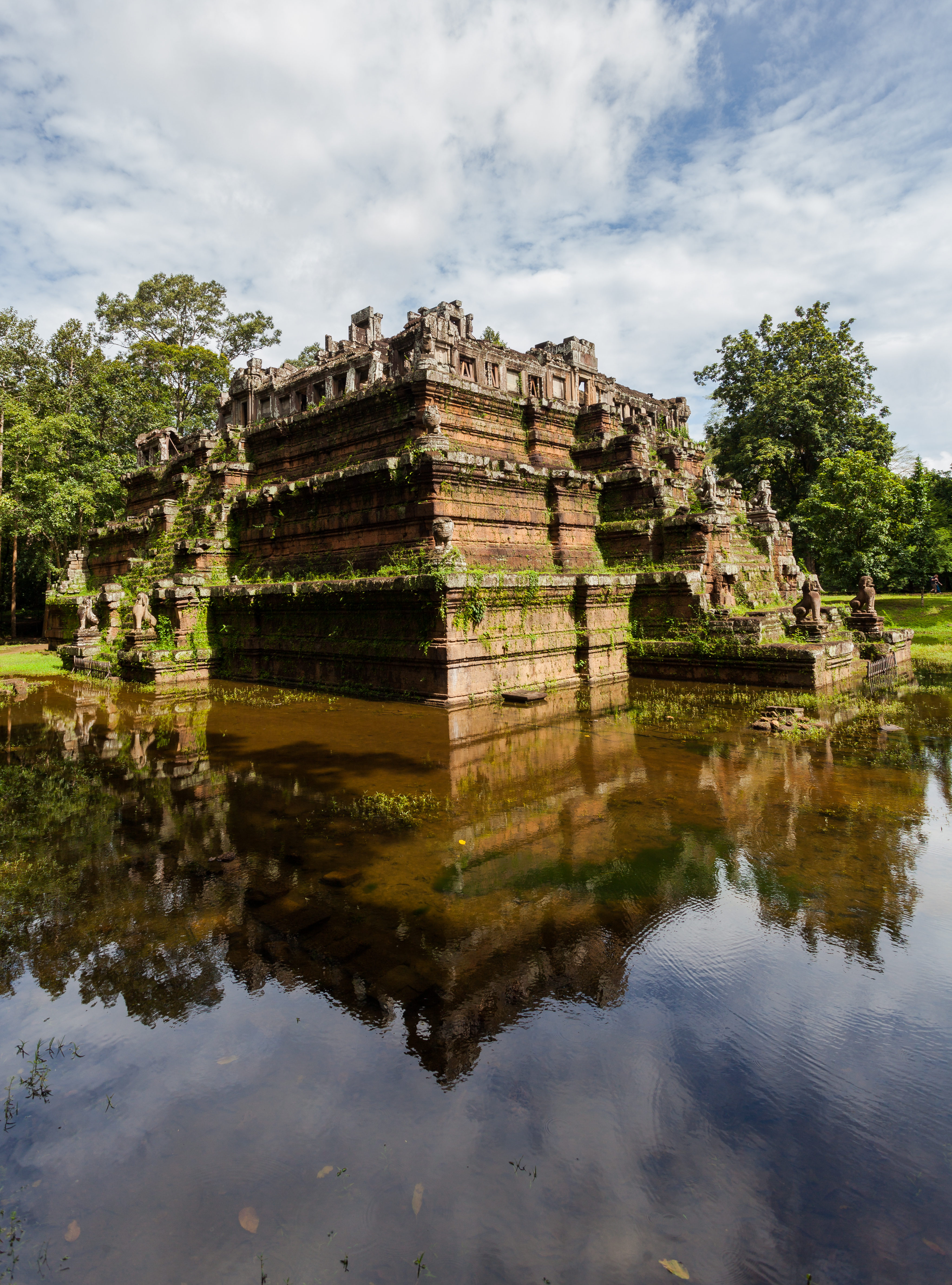
Phimeanakas
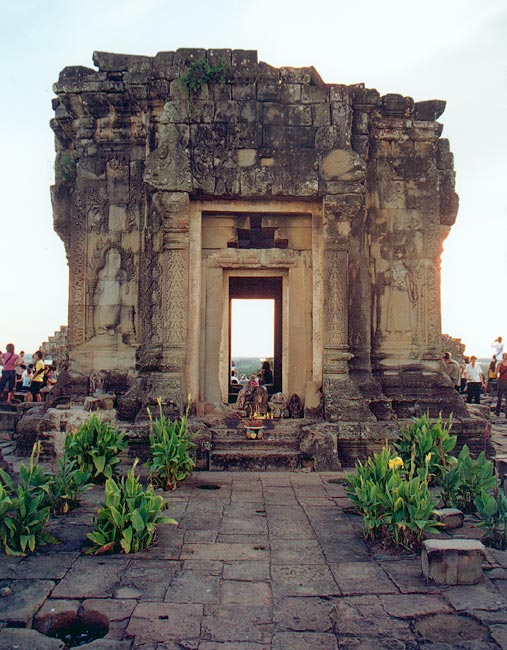
Phnom Bakheng
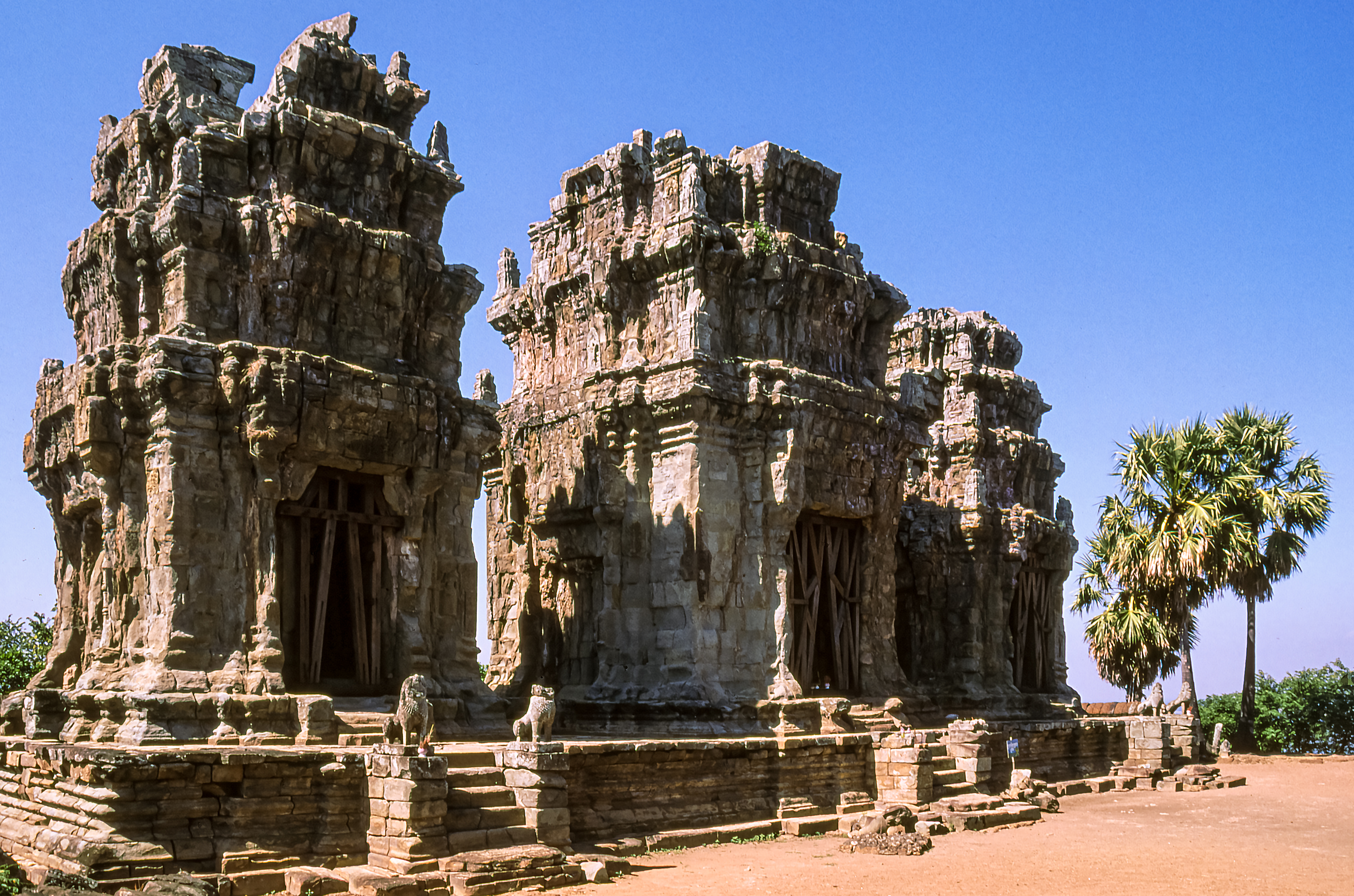
Phnom Krom
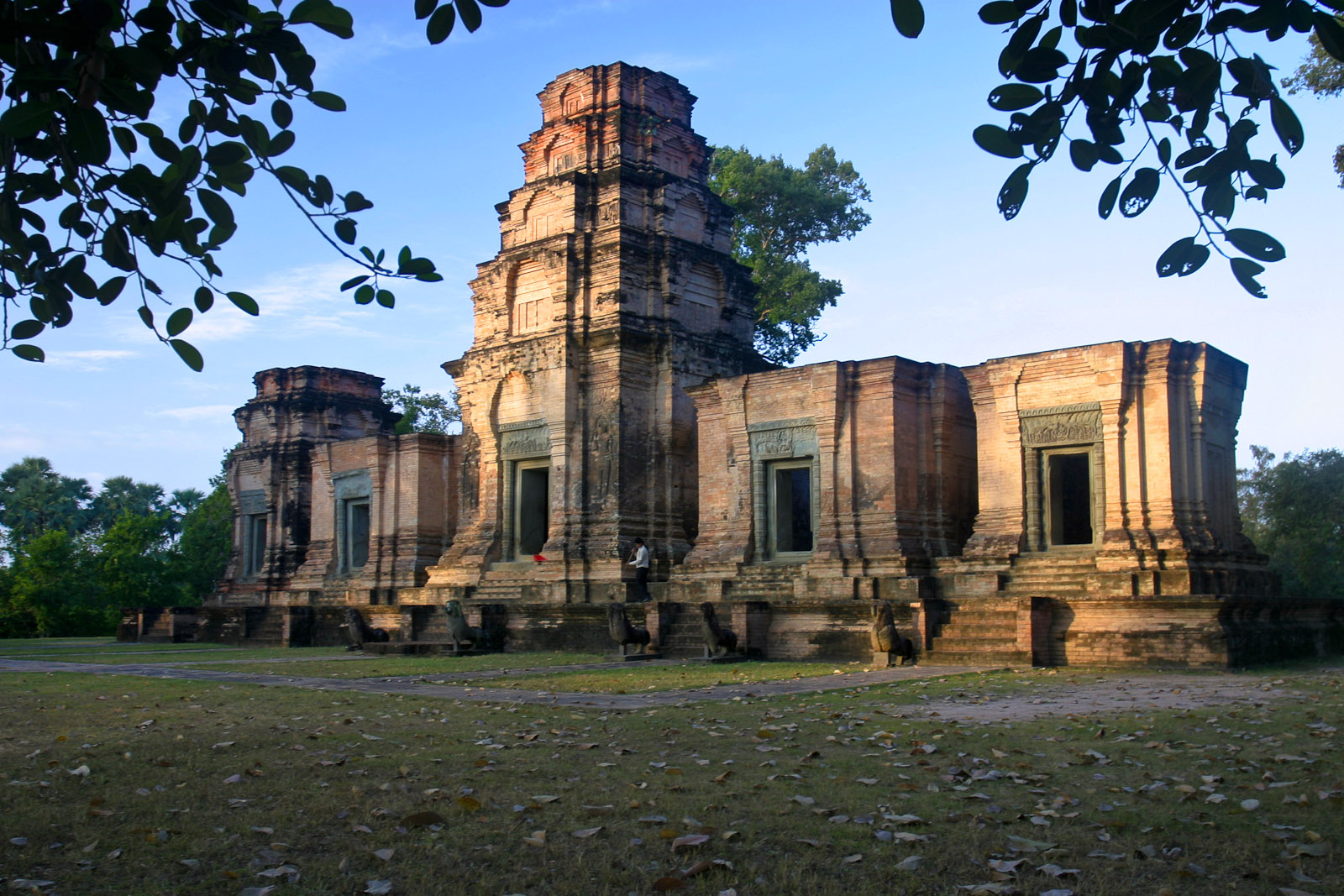
Prasat Kravan
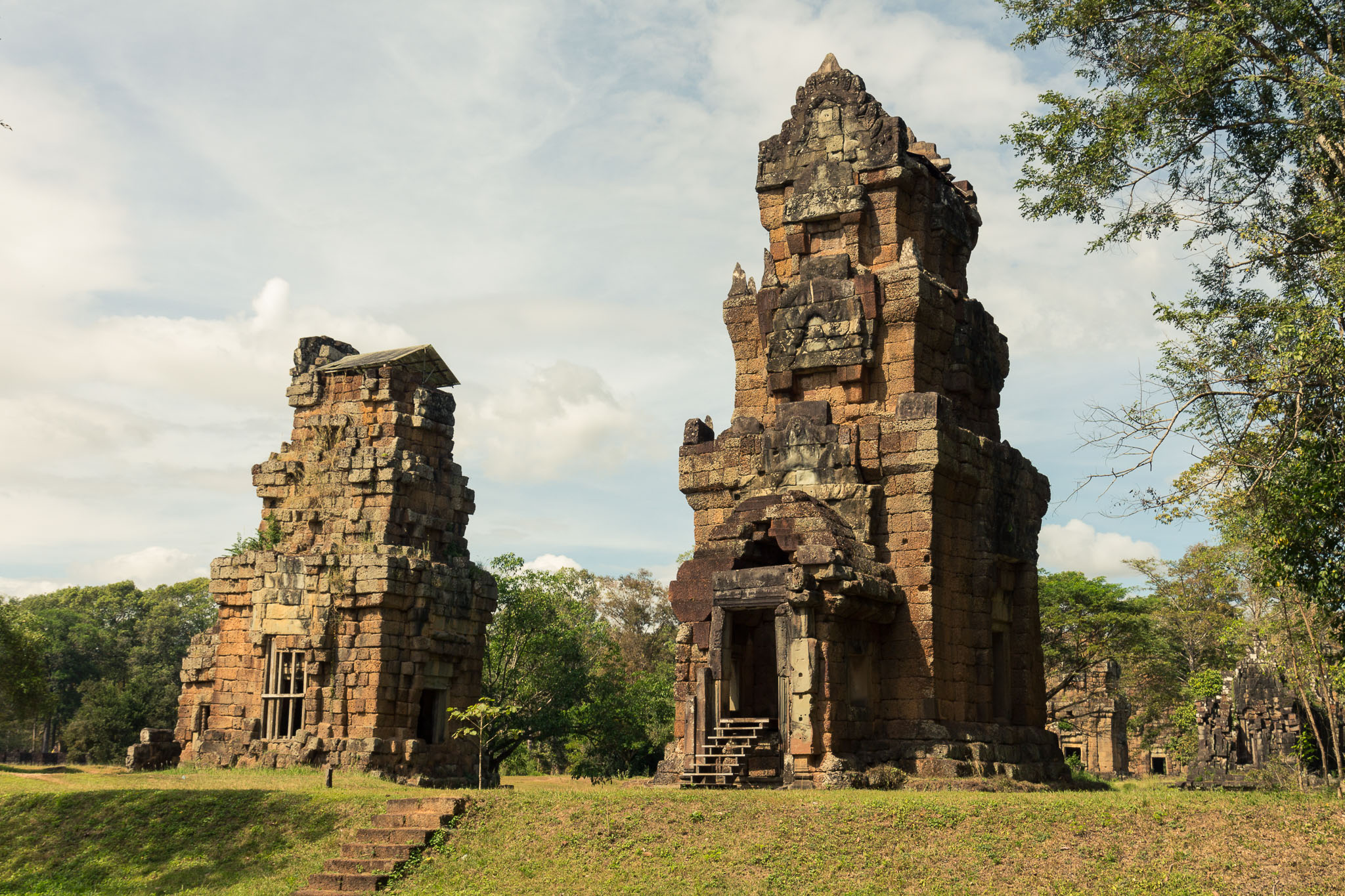
Prasat Suor Prat
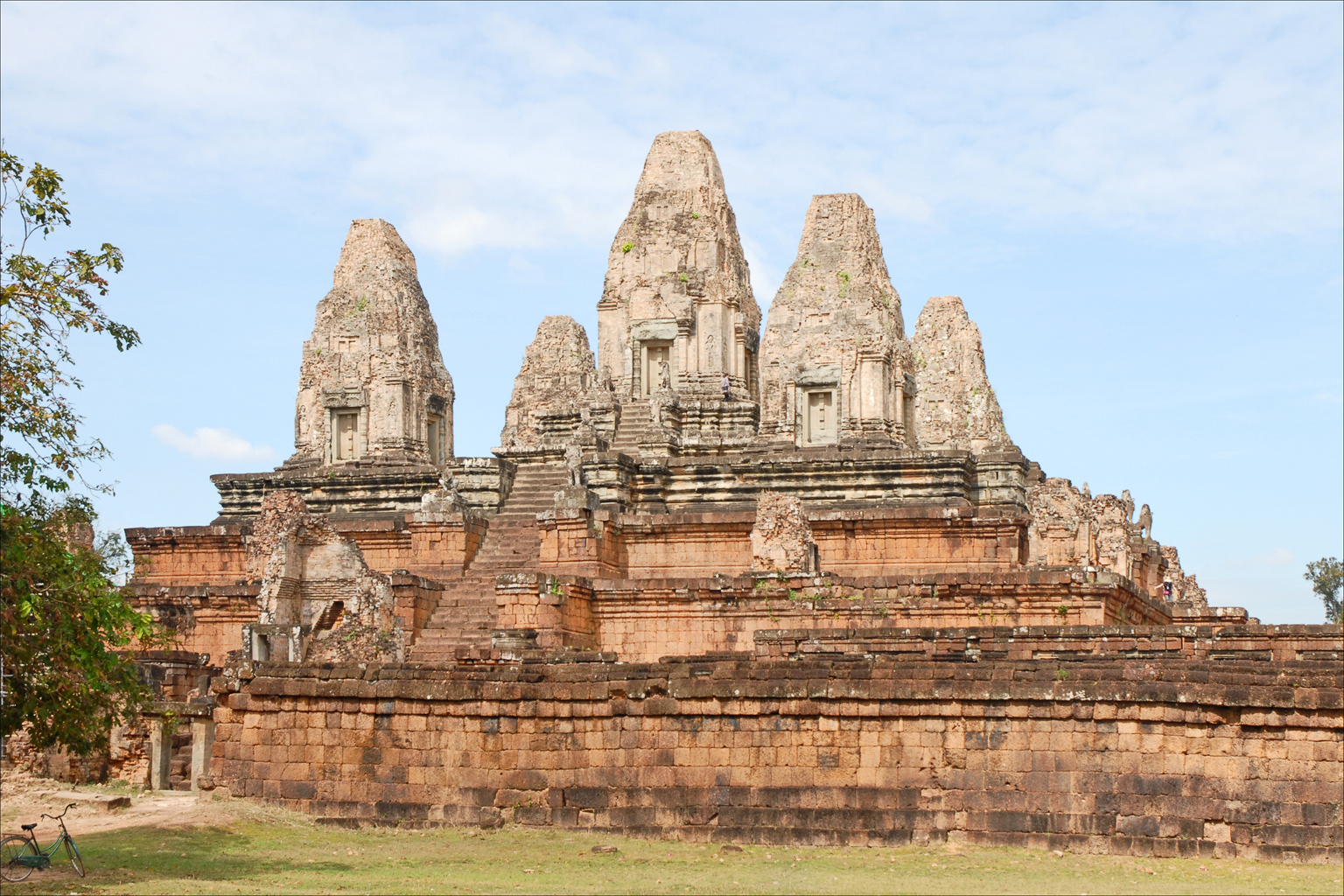
Pre Rup
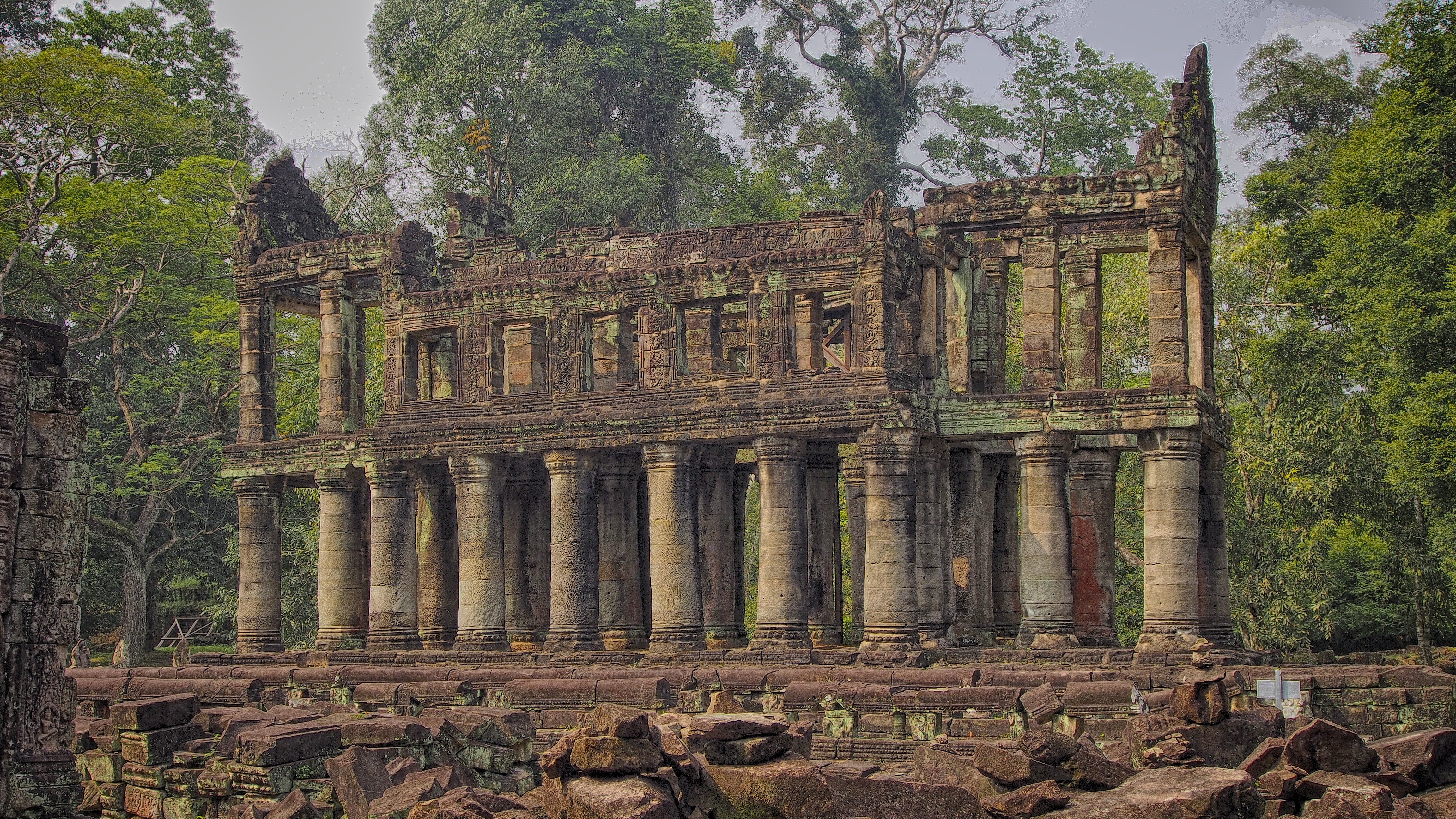
Preah Khan
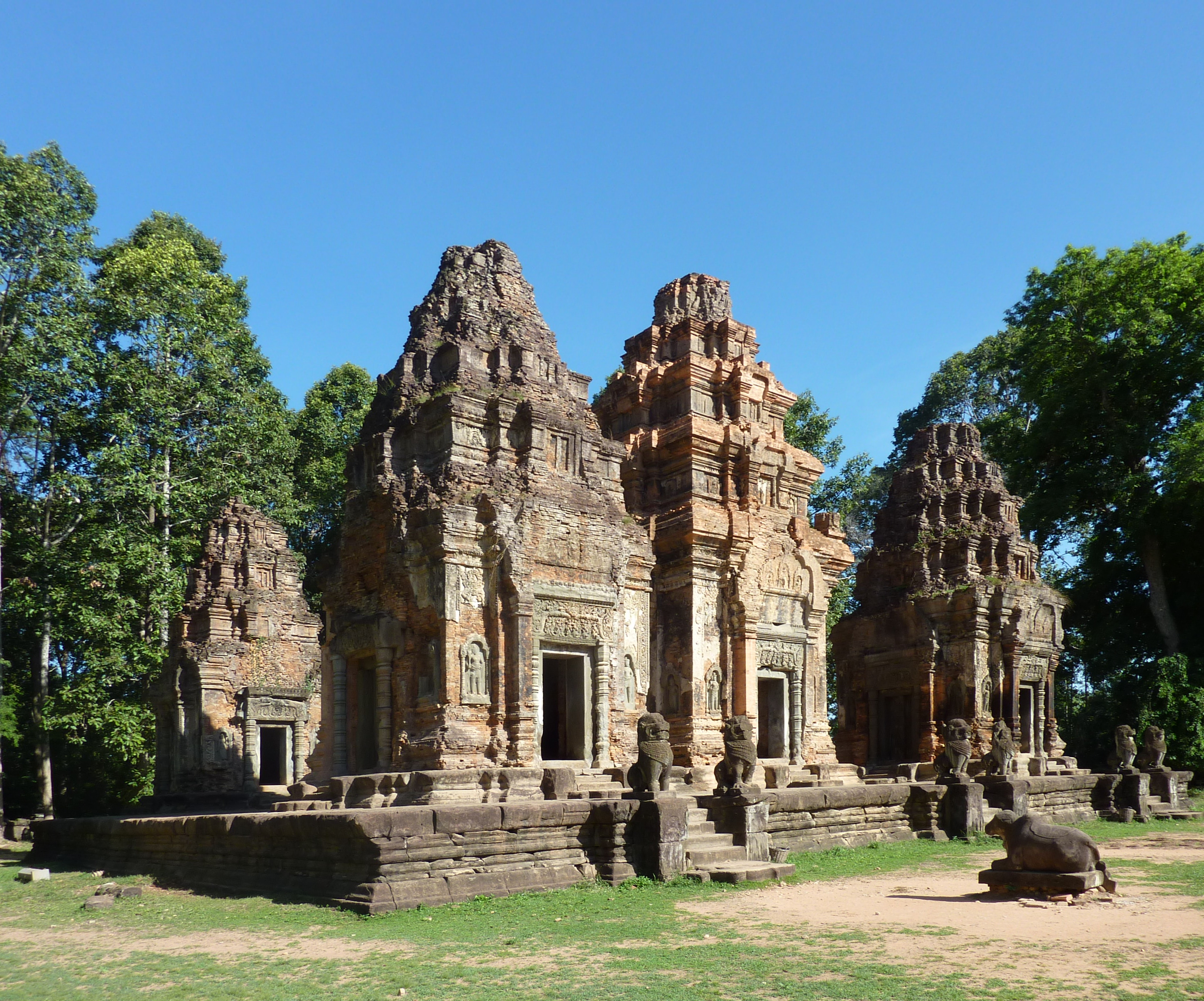
Preah Ko (Roluos)
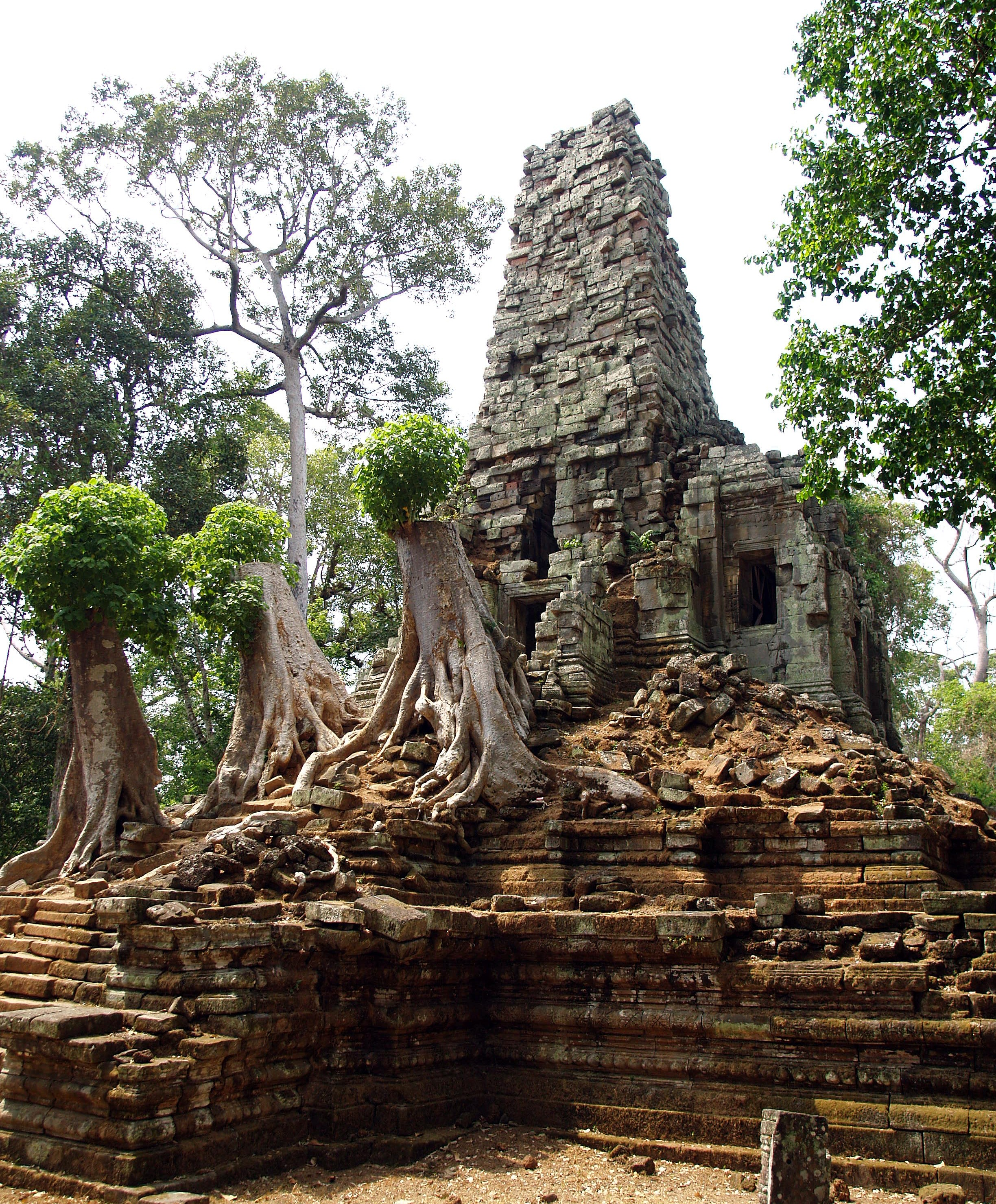
Preah Palilay
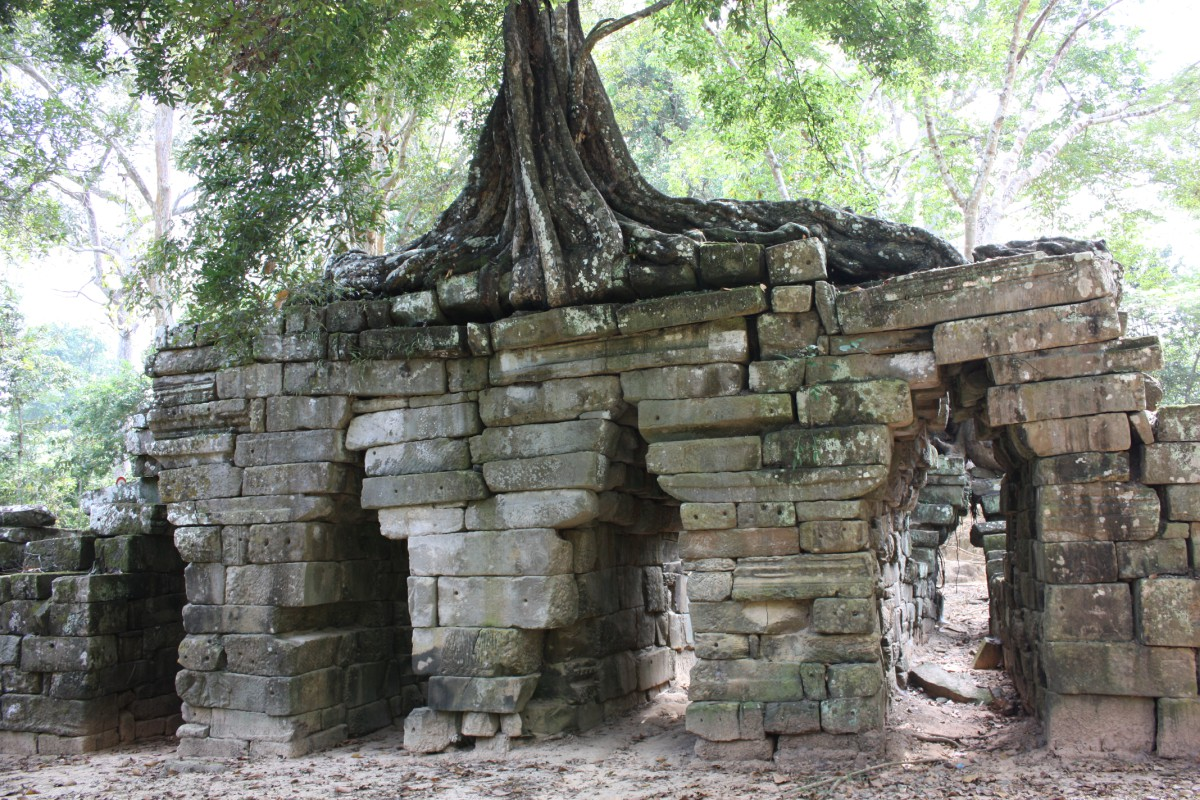
Spean Thma
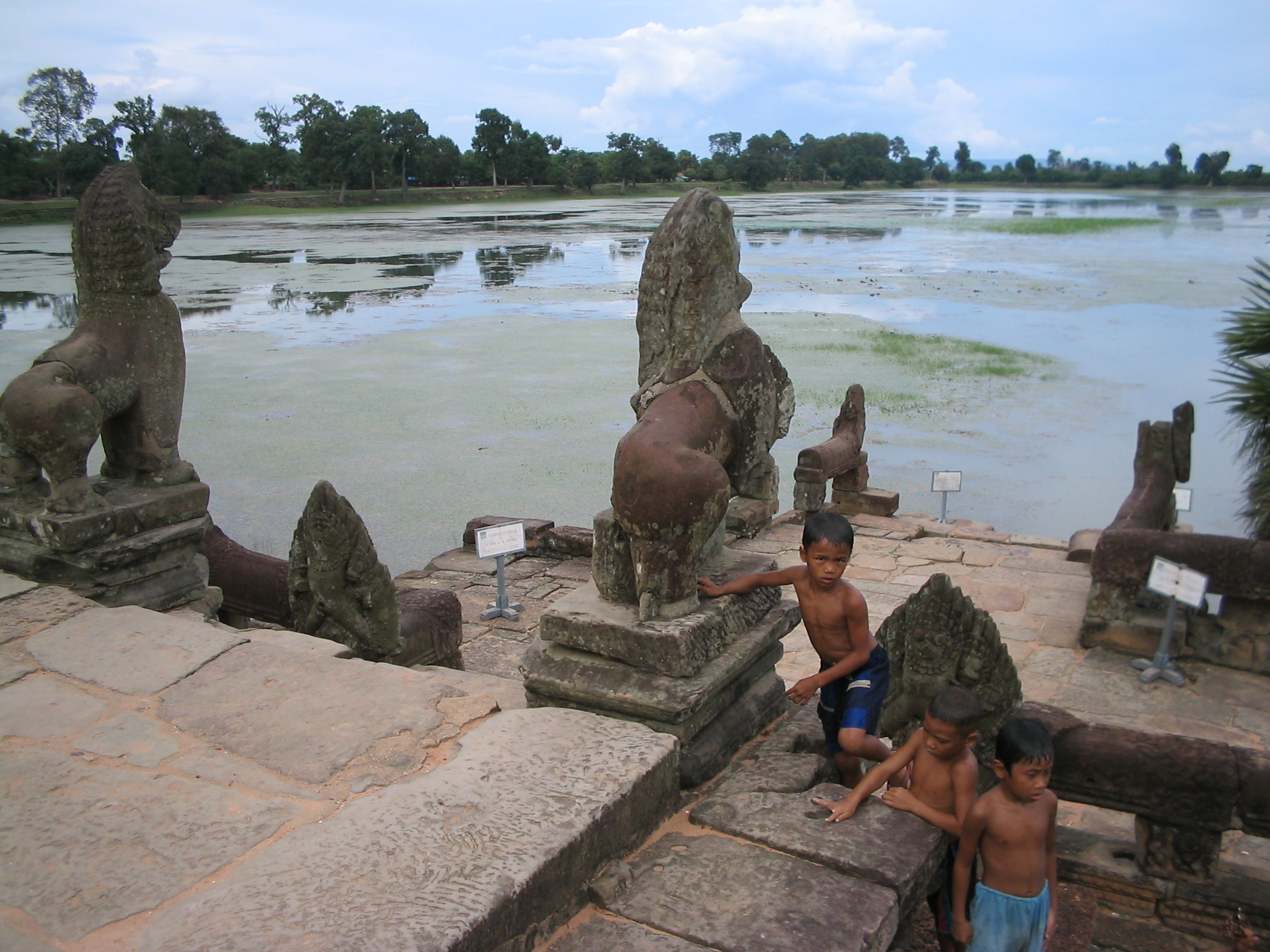
Srah Srang
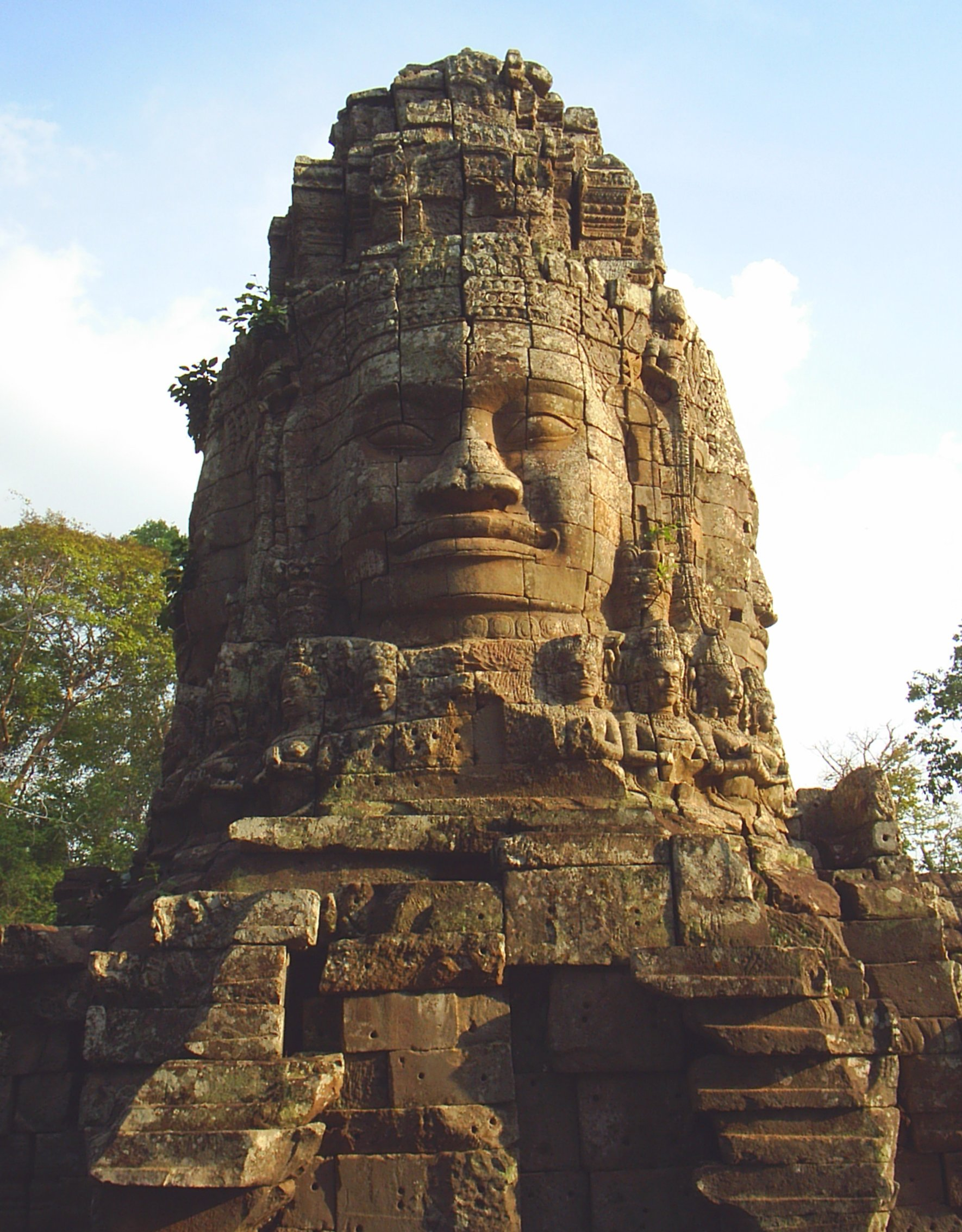
Ta Prohm
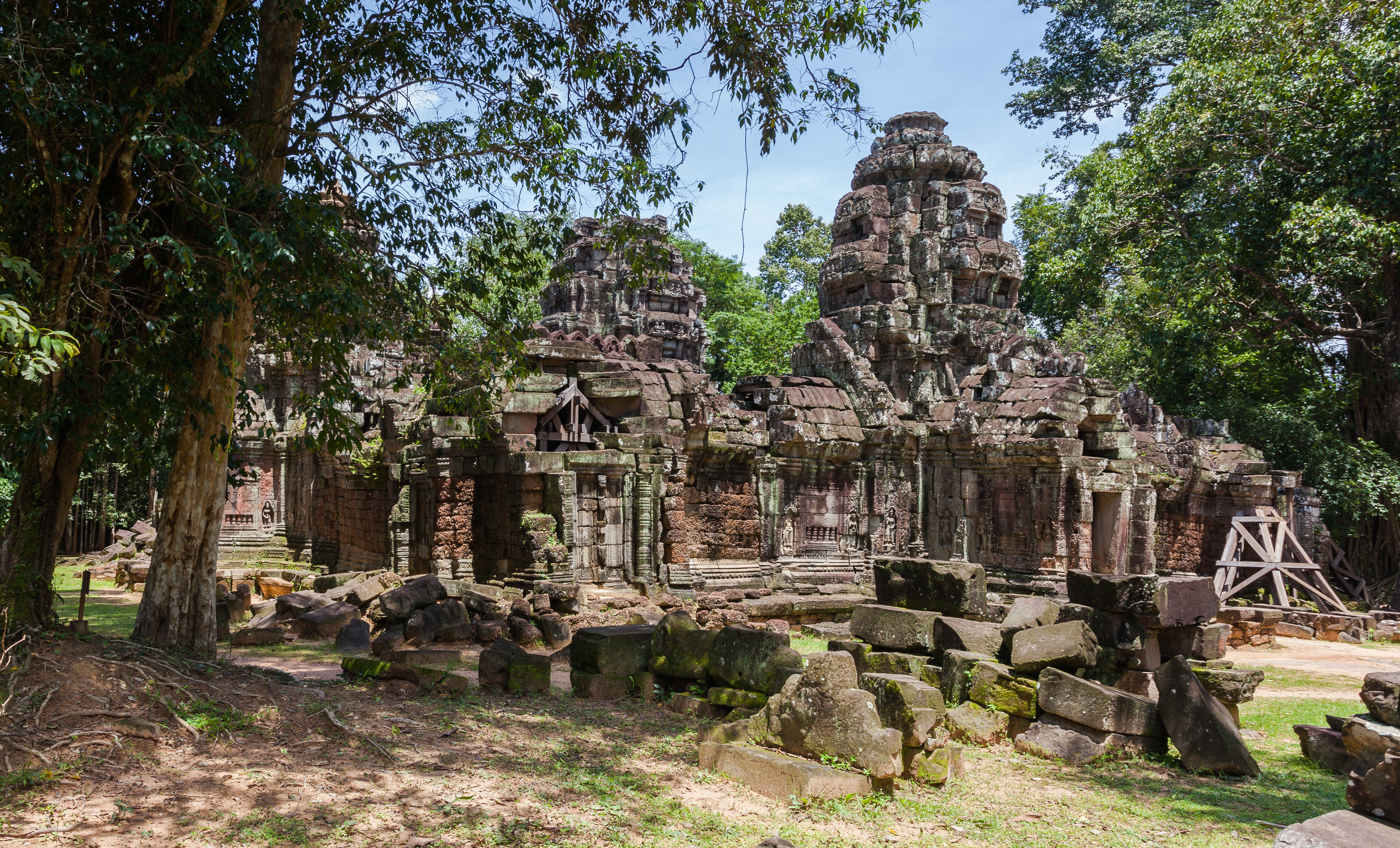
Ta Som
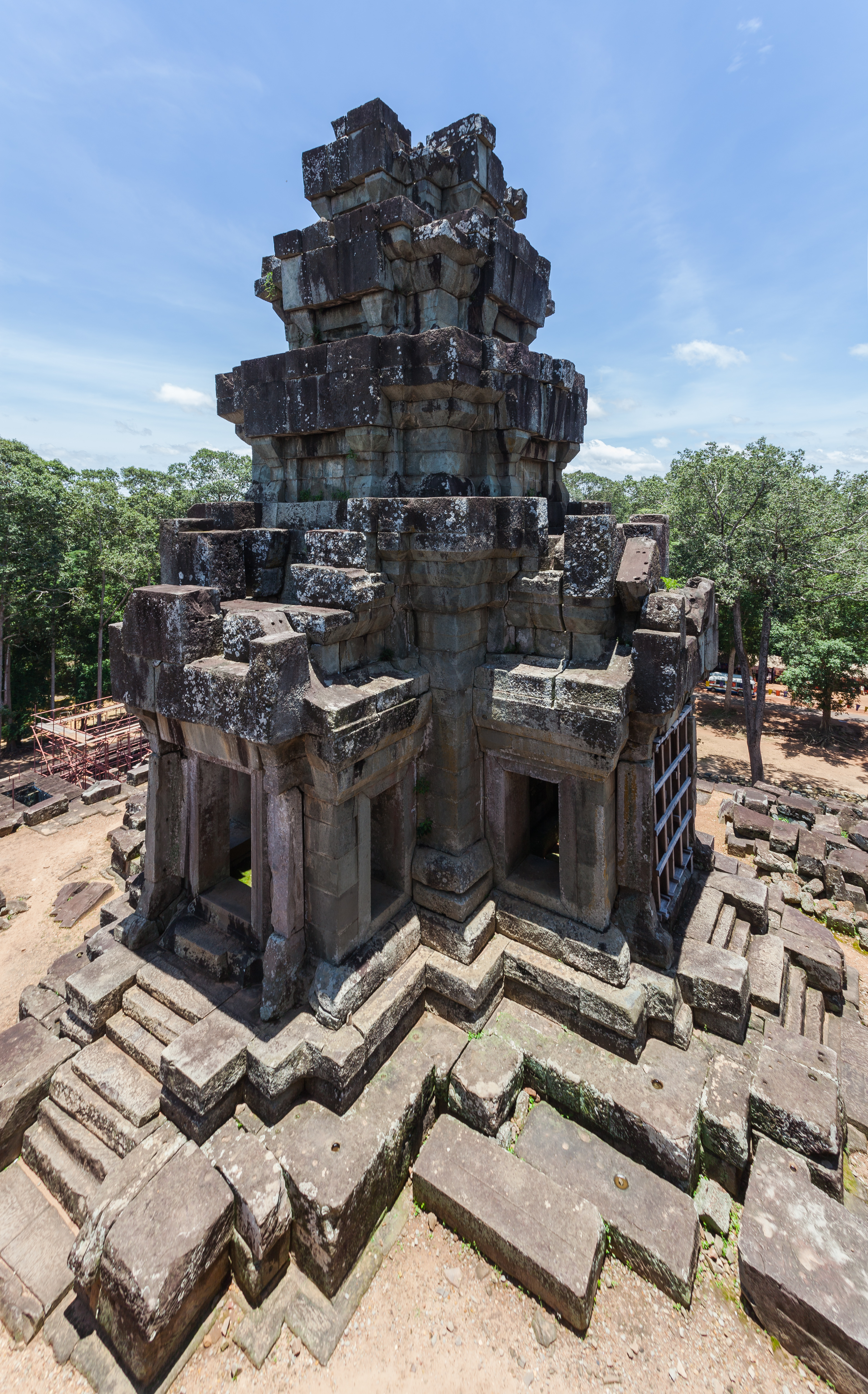
Ta Keo
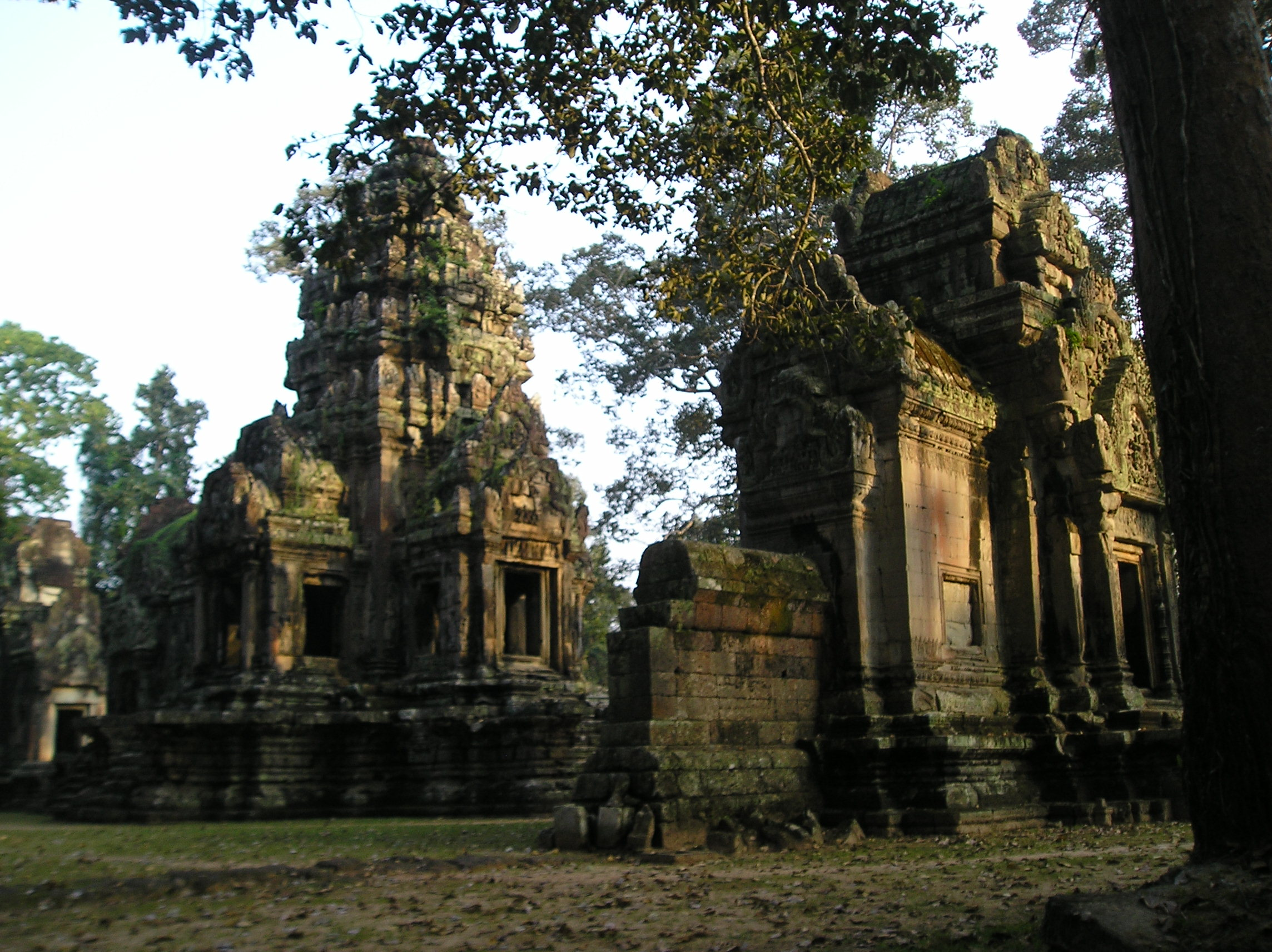
Thommanon
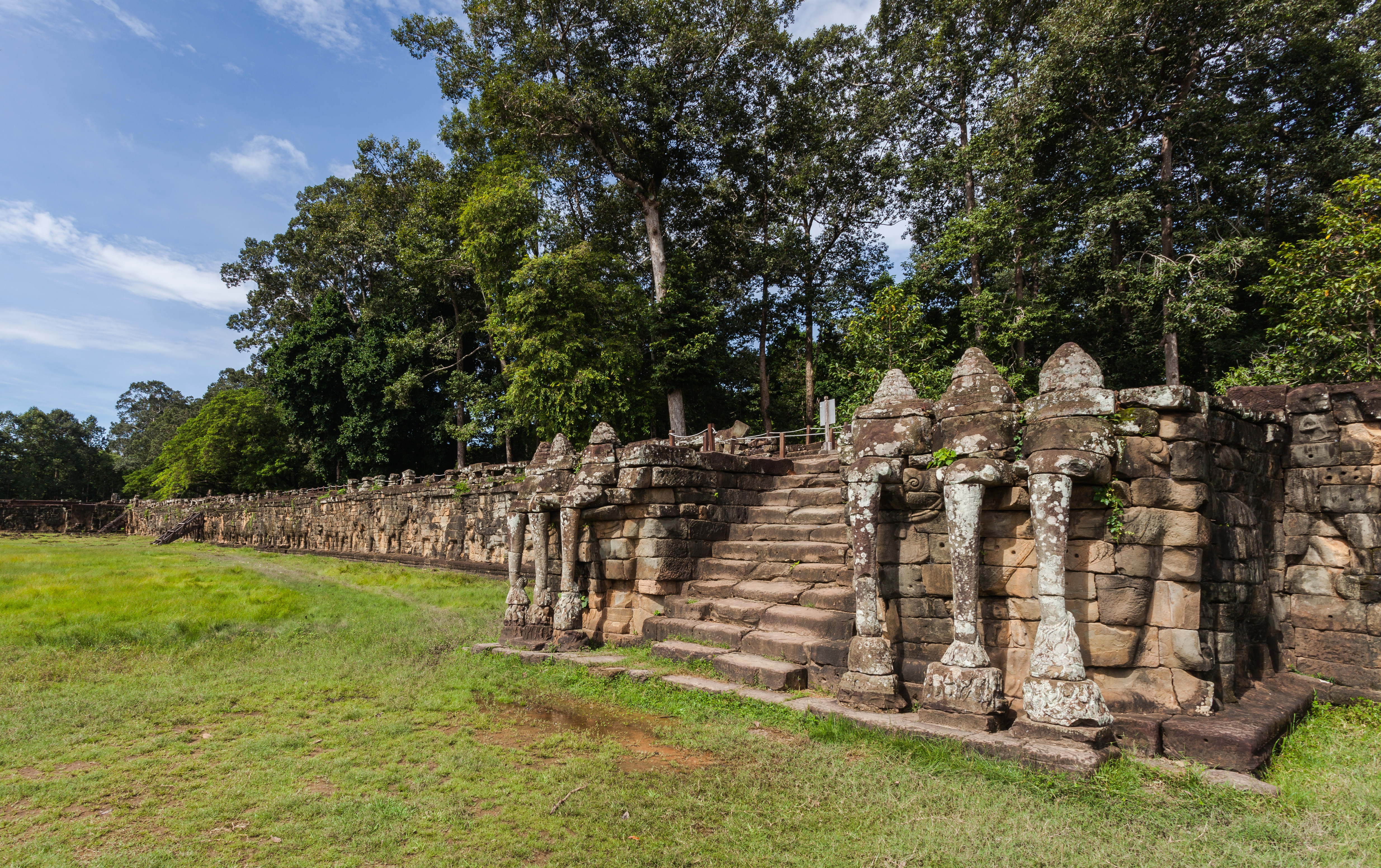
Terrasse der Elefanten
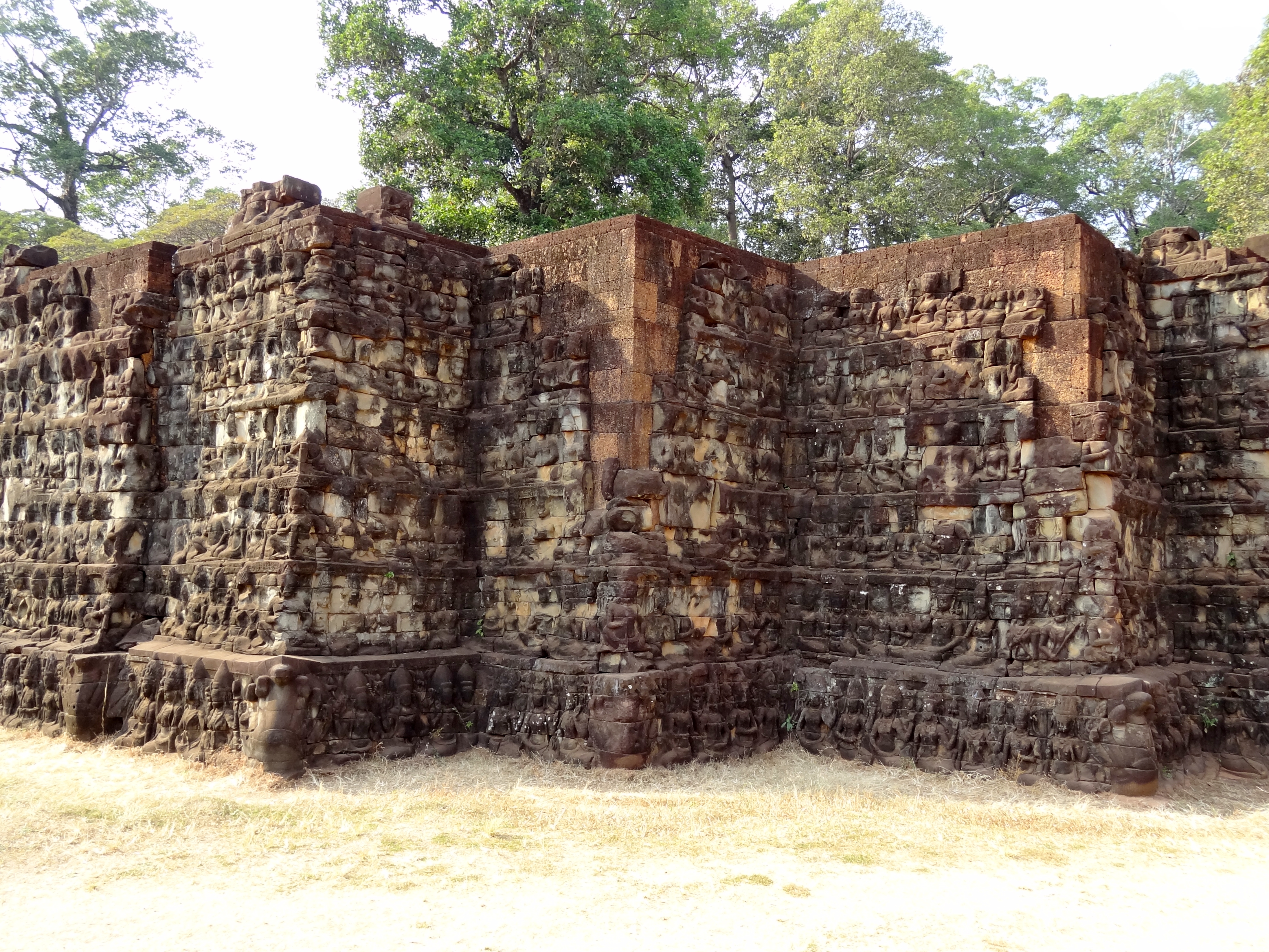
Terrasse des Lepra-Königs
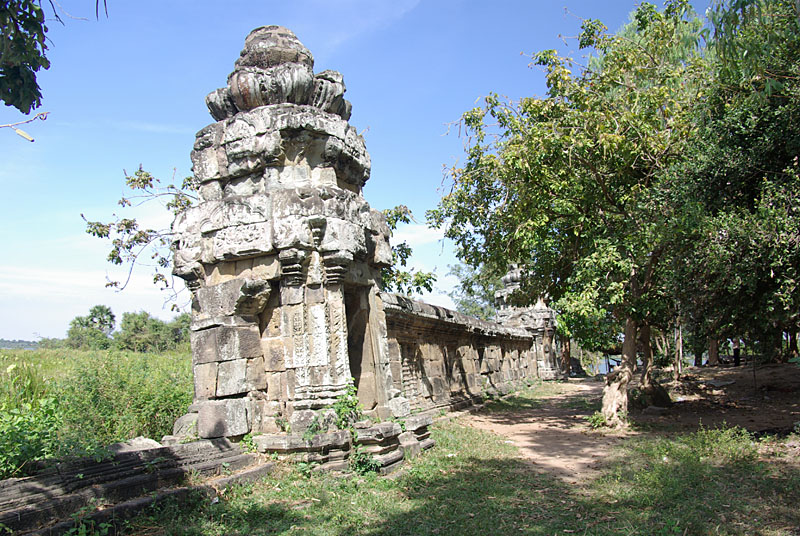
westlicher Mebon und westlicher Baray

#### Baumaterialien

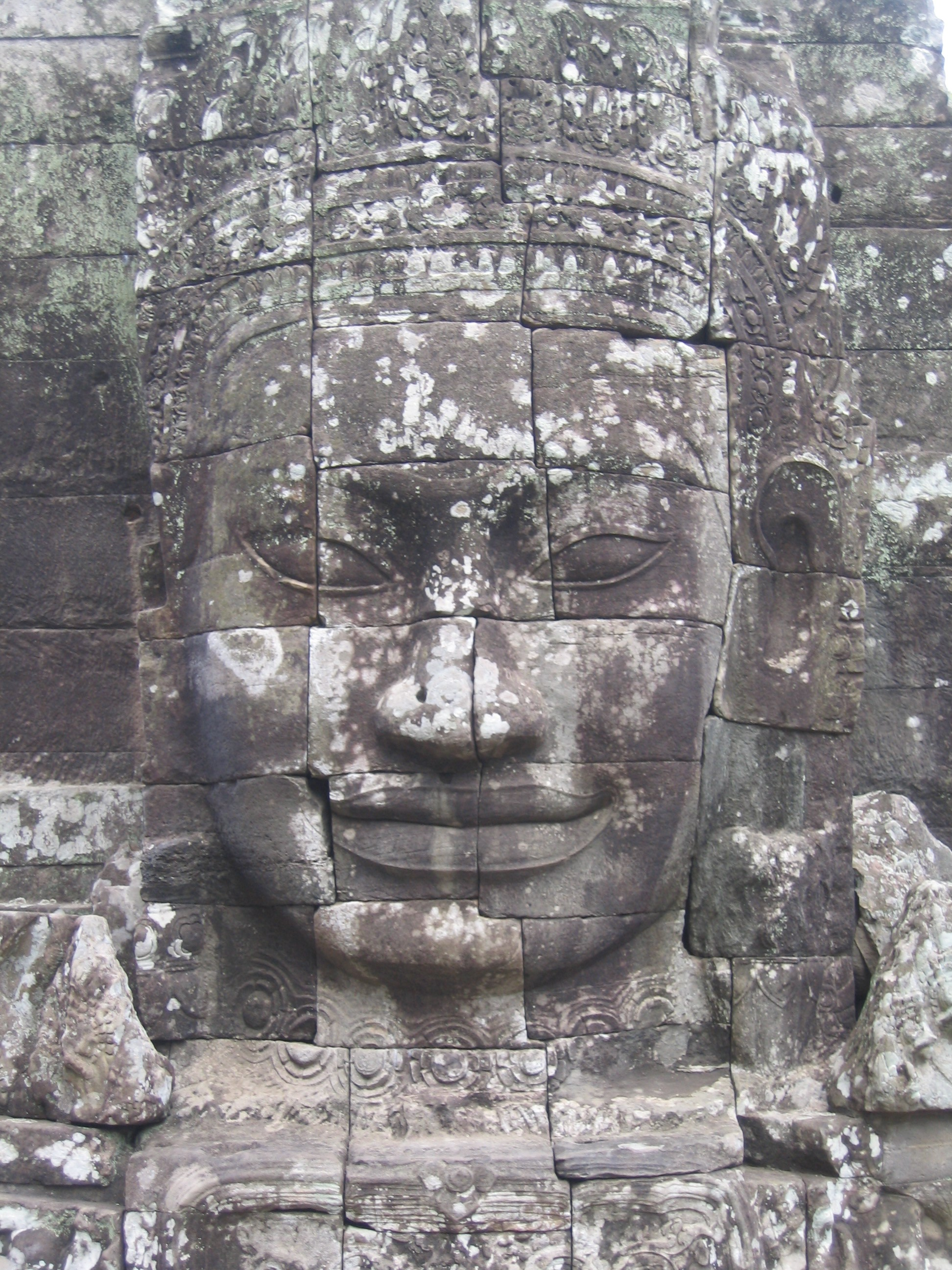
Monumentalgesicht aus Sandsteinquadern am Bayon

Alle weltlichen Bauten Angkors, vom Königspalast bis zu den Häusern der Einwohner, waren aus Holz gebaut. Funde von tönernen Dachziegeln weisen darauf hin, dass zumindest die Häuser der Wohlhabenderen damit bedeckt waren. Tempel waren oft mit hölzernen Vordächern und Türen (oft mit Bronze beschlagen) versehen.
Die frühesten heute noch stehenden Tempel Angkors wurden aus gebrannten Lehmziegeln errichtet. Reliefs wurden oft direkt aus den Ziegelwänden herausgearbeitet (wie z. B. am Prasat Kravan) oder die Wände mit Stuck verziert. Die Ziegelbauweise fand mitunter auch in späteren Perioden in Angkor noch weiter Verwendung.
Laterit, ein durch Eisenoxid rotbraun gefärbter und relativ fester Bodentyp, der leicht zu großen Quadern geschlagen werden kann, wurde für Sockelbereiche, Ausfachungen der Wände mancher Haupttempel, äußere Umfassungsmauern und kleinere Tempel verwendet. Die Oberfläche wurde häufig mit Stuck überzogen, weil wegen der porösen Oberfläche des Laterit keine Reliefs herausgearbeitet werden konnten. Laterit wurde als billigstes Baumaterial vor allem in den Provinzstädten des Reiches verwendet.
Zum bevorzugten Baumaterial der Architekten von Angkor wurde Sandstein. Zwar mussten die Felsen aus Phnom Kulen geholt werden, aber die Möglichkeit, die Oberfläche feinzubearbeiten, trug dazu bei, dass ab dem späten 10. Jahrhundert fast alle großen Tempel aus Sandstein gebaut wurden. Sandstein erlaubte die Konstruktion großer Tempelanlagen und die künstlerische Ausgestaltung mit Reliefs entsprechend den indischen Vorbildern. Der Höhepunkt dieser Kunst ist Angkor Wat mit seinen knapp 2000 m² von Reliefs bedeckten Wänden.

## Begriffserklärungen
- Angkor (khmer អង្គរ Ângkôr): Stadt; von sanskrit: Nagara
- Banteay (បន្ទាយ Bântéay): Zitadelle, ein Tempel mit Umgrenzungsmauer
- Baray (បារាយណ៍): Wasserreservoir; nicht gegraben, sondern durch Dämme angelegt
- Phnom (ភ្នំ Phnum): Hügel, Berg
- Prasat (ប្រាសាទ Prăsat): Turm (eines Tempels); von sanskrit: Prāsāda
- Preah (ព្រះ Preăh): heilig; von sanskrit: brah
- Spean (ស្ពាន Spéan): Brücke
- Srah (ស្រះ Srăh): Wasserreservoir, gegraben, nicht aufgestaut, kleiner als ein Baray
- Srei (ស្រី): Frau/-en
- Ta (តា): Großvater, Ahn
- Thom (ធំ Thum): groß, großartig
- Varman (វរ្ម័ន): Brustpanzer, als Namenszusatz: beschützt durch, z. B. „Suryavarman“: „beschützt durch (den Sonnengott) Surya“
- Wat (thai วัด, laotisch ວັດ Vat, khmer វត្ត Vôtt): (buddhistische) Tempelanlage

### Offizielles und Forschung
- APSARA (en/fr/khmer) Authority for the Protection and Management of Angkor and the Region of Siem Reap – Die offizielle kambodschanische Organisation zur Koordinierung aller Angkor betreffenden Belange (Kultur, Archäologie, Restaurierungen, Bewohner, Landwirtschaft, Tourismus …).
- Eintrag auf der Website des Welterbezentrums der UNESCO (englisch und französisch).
- JSA (Japanese Government Team for Safeguarding Angkor) (jp/en)
- The Origins of Angkor – Forschungsprojekt der Otago Universität Neuseeland mit dem Fine Arts Department(en) (Memento vom 8. Februar 2006 im Internet Archive)
- Angkor Project Group des Interdisziplinären Zentrums für Wissenschaftliches Rechnen (IWR) der Universität Heidelberg (u. a. 3D-Rekonstruktion der Tempelanlage und einzelner Statuen sowie Visualisierung des umgebenden Terrains)
- German Apsara Conservation Project (GACP) – Informationen zu Restauration und Konservierung des Tempels Angkor Wat
- Greater Angkor Project (GAP) (en) – Internationales, multidisziplinäres Forschungsprogramm zum Niedergang des urbanen Angkor
- Royal Angkor Foundation – Gemeinnütziger Verein für den Schutz der Denkmäler und die Förderung des Kulturlebens in und um Angkor
- Karl-Heinz Golzio: Die Gründung Angkors im 9. Jahrhundert. Kritik bisheriger Datierungsversuche und Genealogien. Zeitschrift der Deutschen Morgenländischen Gesellschaft, Bd. 152, 2002, S. 133–154

### Sonstiges
- Informationen zu Angkor (französisch, sehr detaillierte Aufstellungen zur Geschichte)
- Kunst und Geschichte der Khmer. Die Angkor-Ausstellung von 1997 im Grand Palais in Paris in cosmopolis.ch
- Das Reich von Angkor. In der geheimnisvollen Riesenstadt lebten bis zu 900.000 Menschen am 10. Mai 2021 auf welt.de